# Formula 1 – sezona 2021.
| FIA Svjetsko prvenstvo Formule 1 2021. | FIA Svjetsko prvenstvo Formule 1 2021. |
|                                        | Prvak                                  |
| -------------------------------------- | -------------------------------------- |
| Vozač                                  | Max Verstappen (Red Bull-Honda)        |
| Konstruktor                            | Mercedes                               |
| Prethodna sezona                       | Sljedeća sezona                        |
| 2020.                                  | 2022.                                  |
| Formula 2 – sezona 2021.               |                                        |
| Formula 3 – sezona 2021.               |                                        |

Formula 1 – sezona 2021. je bila 72. sezona svjetskog prvenstva Formule 1, koju je organizirala Međunarodna automobilistička federacija. Naslov svjetskog prvaka kod vozača je po prvi put osvojio Max Verstappen, dok je Mercedes osvojio konstruktorski naslov. Ovo je bila prva sezona za Yukija Tsunodu, Micka Schumachera i Nikitu Mazepina, a posljednja za Kimija Räikkönena i Antonija Giovinazzija.
Sezona je započela u Bahreinu 26. ožujka, gdje je Lewis Hamilton u Mercedesu stigao do pobjede ispred Maxa Verstappena u Red Bull-Hondi. Na sljedećoj utrci u Imoli, Verstappen je stigao do pobjede ispred Hamiltona, da bi nakon toga Hamilton upisao dvije pobjede ispred Verstappena u Portugalu i Španjolskoj. Verstappen je do svoje druge pobjede stigao u Monaku, dok je Hamilton zauzeo sedmo mjesto. Ni Verstappen ni Hamilton nisu uspjeli osvojiti bodove u Azerbajdžanu. Verstappen je odustao s prvog mjesta nakon puknuća gume, dok je Hamilton napravio grešku pred kraj utrke u prvom zavoju, prilikom napada na vodećeg Sergija Péreza, te utrku završio na posljednjem mjestu. Upravo je Pérez u Azerbajdžanu stigao do svoje prve pobjede u sezoni, dok je Sebastian Vettel drugim mjestom donio Aston Martinu prvo postolje u Formuli 1. Sljedeće tri utrke u Francuskoj, Štajerskoj i Austriji su pripale Verstappenu, dok je Hamilton osvojio dva druga mjesta i jedno četvrto mjesto. Nakon utrke u Austriji, Verstappen je vodio u prvenstvu s 32 boda ispred Hamiltona. Na utrci u Silverstoneu došlo je do sudara Verstappena i Hamiltona, nakon čega je Verstappen odustao, a Hamilton na kraju stigao do četvrte pobjede u sezoni. Esteban Ocon je ostvario prvu pobjedu u Formuli 1 u kaotičnoj utrci na Hungaroringu. Ocon je donio prvu pobjedu i Alpineu u Formuli 1. Verstappen je osvojio deveto mjesto, nakon što je sudjelovao u sudaru na startu utrke, dok je Hamilton osvojio drugo mjesto, nakon bizarne situacije na ponovljenom startu, gdje su svi vozači nakon formacijskog kruga otišli u boks po gume za suho i startali iz boksa, dok je Hamilton bio jedini vozač koji je startao utrku na stazi.

## Vozači i konstruktori
| Konstruktor / Momčad                                 | Šasija                        | Motor                                | Gume | Br. | Vozač              | Utrke |
| ---------------------------------------------------- | ----------------------------- | ------------------------------------ | ---- | --- | ------------------ | ----- |
| Mercedes Mercedes-AMG Petronas F1 Team               | Mercedes F1 W12 E Performance | Mercedes F1 M12 E Performance V6 t h | P    | 44  | Lewis Hamilton     | Sve   |
| Mercedes Mercedes-AMG Petronas F1 Team               | Mercedes F1 W12 E Performance | Mercedes F1 M12 E Performance V6 t h | P    | 77  | Valtteri Bottas    | Sve   |
| Red Bull-Honda Red Bull Racing                       | Red Bull RB16B                | Honda RA621H V6 t h                  | P    | 11  | Sergio Pérez       | Sve   |
| Red Bull-Honda Red Bull Racing                       | Red Bull RB16B                | Honda RA621H V6 t h                  | P    | 33  | Max Verstappen     | Sve   |
| McLaren-Mercedes McLaren F1 Team                     | McLaren MCL35M                | Mercedes F1 M12 E Performance V6 t h | P    | 3   | Daniel Ricciardo   | Sve   |
| McLaren-Mercedes McLaren F1 Team                     | McLaren MCL35M                | Mercedes F1 M12 E Performance V6 t h | P    | 4   | Lando Norris       | Sve   |
| Aston Martin-Mercedes Aston Martin Cognizant F1 Team | Aston Martin AMR21            | Mercedes F1 M12 E Performance V6 t h | P    | 5   | Sebastian Vettel   | Sve   |
| Aston Martin-Mercedes Aston Martin Cognizant F1 Team | Aston Martin AMR21            | Mercedes F1 M12 E Performance V6 t h | P    | 18  | Lance Stroll       | Sve   |
| Alpine-Renault Alpine F1 Team                        | Alpine A521                   | Renault E-Tech 20B V6 t h            | P    | 14  | Fernando Alonso    | Sve   |
| Alpine-Renault Alpine F1 Team                        | Alpine A521                   | Renault E-Tech 20B V6 t h            | P    | 31  | Esteban Ocon       | Sve   |
| Ferrari Scuderia Ferrari                             | Ferrari SF21                  | Ferrari 065/6 V6 t h                 | P    | 16  | Charles Leclerc    | Sve   |
| Ferrari Scuderia Ferrari                             | Ferrari SF21                  | Ferrari 065/6 V6 t h                 | P    | 55  | Carlos Sainz       | Sve   |
| AlphaTauri-Honda Scuderia AlphaTauri Honda           | AlphaTauri AT02               | Honda RA621H V6 t h                  | P    | 10  | Pierre Gasly       | Sve   |
| AlphaTauri-Honda Scuderia AlphaTauri Honda           | AlphaTauri AT02               | Honda RA621H V6 t h                  | P    | 22  | Yuki Tsunoda       | Sve   |
| Alfa Romeo-Ferrari Alfa Romeo Racing ORLEN           | Alfa Romeo C41                | Ferrari 065/6 V6 t h                 | P    | 7   | Kimi Räikkönen     | 1−12  |
| Alfa Romeo-Ferrari Alfa Romeo Racing ORLEN           | Alfa Romeo C41                | Ferrari 065/6 V6 t h                 | P    | 88  | Robert Kubica      | 13−14 |
| Alfa Romeo-Ferrari Alfa Romeo Racing ORLEN           | Alfa Romeo C41                | Ferrari 065/6 V6 t h                 | P    | 99  | Antonio Giovinazzi | Sve   |
| Haas-Ferrari Uralkali Haas F1 Team                   | Haas VF-21                    | Ferrari 065/6 V6 t h                 | P    | 9   | Nikita Mazepin     | Sve   |
| Haas-Ferrari Uralkali Haas F1 Team                   | Haas VF-21                    | Ferrari 065/6 V6 t h                 | P    | 47  | Mick Schumacher    | Sve   |
| Williams-Mercedes Williams Racing                    | Williams FW43B                | Mercedes F1 M12 E Performance V6 t h | P    | 6   | Nicholas Latifi    | Sve   |
| Williams-Mercedes Williams Racing                    | Williams FW43B                | Mercedes F1 M12 E Performance V6 t h | P    | 63  | George Russell     | Sve   |

### Ostali vozači
| Vozač | Vozač         | Konstruktor        | Trening |
| ----- | ------------- | ------------------ | ------- |
| 98    | Callum Ilott  | Alfa Romeo-Ferrari | 3       |
| 88    | Robert Kubica | Alfa Romeo-Ferrari | 4       |
| 40    | Roy Nissany   | Williams-Mercedes  | 4, 7    |
| 37    | Guanyu Zhou   | Alpine-Renault     | 9       |
| 89    | Jack Aitken   | Williams-Mercedes  | 22      |

- Vozači su nastupali na prvom slobodnom treningu u petak.

## Promjene u Formuli 1

### Vozačke promjene
Promjene unutar Formule 1
- Carlos Sainz:[1] McLaren → Ferrari
- Daniel Ricciardo:[2] Renault → McLaren
- Sebastian Vettel:[3] Ferrari → Aston Martin
- Sergio Pérez:[4] Racing Point → Red Bull

Vratili se u Formulu 1
- Fernando Alonso:[5] Reli Dakar, 500 milja Indianapolisa → Alpine

Došli u Formulu 1
- Nikita Mazepin:[6] Formula 2 → Haas
- Mick Schumacher:[7] Formula 2 → Haas
- Yuki Tsunoda:[8] Formula 2 → AlphaTauri

Otišli iz Formule 1 prije početka sezone
- Alexander Albon:[9] Red Bull → Deutsche Tourenwagen Masters, rezervni i test vozač Formule 1 (Red Bull)
- Kevin Magnussen:[10] Haas → IMSA SportCars
- Romain Grosjean:[11][12] Haas → IndyCar (Dale Coyne Racing)
- Daniil Kvjat:[13] AlphaTauri → rezervni i test vozač Formule 1 (Alpine)

### Momčadske promjene
- Racing Point je postao Aston Martin, s obzirom na to da je Aston Martin prihvatio ponudu Lawrencea Strolla, vlasnika Racing Pointa i oca Lancea Strolla, od 200 milijuna funti za 20% udjela u kompaniji. Britanski proizvođač u teškoj je financijskoj situaciji te im je hitno bila potrebna financijska injekcija za nastavak poslovanja, a Strollova ponuda bila je privlačnija od konkurentske kineske ponude jer uključuje i rebrendiranje momčadi Racing Pointa. Aston Martinov ugovor s Red Bullom ističe na kraju 2020. tako da će brendiranje u Formuli 1 nastaviti na ovaj način.[14]
- Renault je potvrdio da će se njihova momčad od ove sezone zvati Alpine, nakon što su dobili novoga izvršnoga direktora Renault grupe - Lucu de Meoa, koji je odlučio razmotriti razne Renaultove brendove, uključujući Alpine brend.[15]
- Ferrari će zadržati svoje pravo veta i od ove sezone, kada će na snagu stupiti novi Concordski sporazum između vladajućih tijela i momčadi. Ferrari je zbog svoga povijesnog naslijeđa imao pravo veta na pravila koja smatraju da nisu u interesu Formule 1, dok su mnogi tvrdili da bi takvo pravo trebali izgubiti, uključujući predsjednika FIA-e Jean Todta.[16]
- McLaren će od ove sezone koristiti Mercedesove motore, prvi put nakon 2014.[17] McLaren je odlučio prijeći s Renaultovih motora na Mercedesove, dijelom i zbog novog pravilnika koji je najavljen za ovu sezonu. Iako je velika promjena tehničkoga pravilnika odgođena za 2022. zbog situacije s koronavirusom, McLaren je potvrdio Mercedesove motore za 2021. unatoč odgodi promjene pravila.[18]
- Mercedes je u drugom mjesecu prošle godine potpisao partnerski ugovor s INEOS-om, a u devetom mjesecu 2020. pojavile su se glasine da će INEOS kupiti Mercedes i da Toto Wolff više neće biti šef momčadi. Ali 18. prosinca 2020. je potvrđeno da će kemijski div INEOS postati trećinski vlasnik Mercedesove F1 momčad, odnosno da će Daimler, INEOS i Wolff držati po trećinu vlasništva nad momčadi. Momčad je do tada bila u 60%-tnom vlasništvu Daimlera, 30% imao je šef momčadi Toto Wolff, a 10% Laudina obitelj nakon smrti trostrukoga svjetskog prvaka 20. svibnja 2019. godine.[19]

### Kalendarske promjene
- Velika nagrada Nizozemske se vratila u Formulu 1 nakon 1985. Nizozemska je trebala ugostiti Formulu 1 još 2020.,[20] no utrka je otkazana nakon što je inicijalno odgođena zbog pandemije koronavirusa, a povratak u kalendar Formule 1 zakazan je za ovu sezonu.[21]
- Velika nagrada Meksika je promijenila službeni naziv u Velika nagrada Mexico Cityja još 2020., no kako je utrka otkazana zbog pandemije koronavirusa, ovo će biti prva sezona da se utrka u Meksiku vozi pod tim imenom.
- Velika nagrada Brazila je promijenila službeni naziv u Velika nagrada São Paula.
- Velika nagrada Saudijske Arabije je prvi put uvrštena u kalendar Formule 1.

Otkazane utrke
- Velika nagrada Vijetnama je trebala ugostiti Formulu 1 još 2020.,[22] no utrka je otkazana nakon što je inicijalno odgođena zbog pandemije koronavirusa.[23] Utrka je nakon toga bila planirana za 2021., no krajem 2020., gradonačelnik Hanoija Nguyen Duc Chung, uhićen je zbog korupcije i navodnog prisvajanja dokumenata koji su sadržavali državne tajne. Premda slučaj nije bio povezan s Formulom 1 i Velikom nagradom Vijetnama, FIA je otkazala utrku, pošto je Chung bio ključni čovjek u održavanju utrke.[24]
- Velika nagrada Kanade je trebala ugostiti Formulu 1 u vikendu između 11. i 13. lipnja, no zbog stalnih međunarodnih ograničenja putovanja u Kanadi zbog pandemije koronavirusa, organizaciji Formule 1 nije bilo moguće ući u zemlju bez obvezne 14-dnevne karantene, što je dovelo do otkazivanja utrke.[25]
- Velika nagrada Turske je trebala ugostiti Formulu 1 u vikendu između 11. i 13. lipnja umjesto Velike nagrade Kanade, no utrka je postala upitna kada je britanska vlada dodala Tursku na popis crvenih zemalja što je značilo da bi svi povratnici iz te zemlje morali biti dva tjedna u samoizolaciji zbog pandemije koronavirusa, zbog čega je Međunarodna automobilistička federacija otkazala utrku.[26]
- Velika nagrada Singapura
- Velika nagrada Australije
- Velika nagrada Japana

Utrke koje su promijenile datum održavanja zbog pandemije koronavirusa
- Velika nagrada Australije[27] (21. ožujka) → (21. studenog)
- Velika nagrada Kine (11. travnja) → ?
- Velika nagrada Francuske (27. lipnja → 20. lipnja)
- Velika nagrada São Paula (14. studenog → 7. studenog)
- Velika nagrada Saudijske Arabije (28. studenog → 5. prosinca)
- Velika nagrada Abu Dhabija (5. prosinca → 12. prosinca)

### Tehničke promjene
- Jednoglasnom odlukom FIA-e, Formule 1 i svih momčadi dogovorena je odgoda velike promjene tehničkoga pravilnika koji je trebao biti na snazi od ove sezone, ali će zbog pandemije koronavirusa biti odgođen za 2022. Do odluke je došlo grupnim pozivom u kojem su sudjelovali svi šefovi F1 momčadi, CEO Formule 1 Chase Carey, sportski direktor Ross Brawn i predsjednik FIA-e Jean Todt.[28]
- Kako bi se smanjili troškovi, ograničit će se razvoj bolida za 2021. koji će koristiti šasije iz 2020., a opseg razvoja kontrolirat će se razvojnim tokenima koji su se već koristili za kontrolu razvoja pogonskih jedinica.
- Pogonske jedinice moći će se sve manje razvijati u godinama koje dolaze, a područje na podnici ispred stražnjih kotača više neće moći sadržavati razne proreze i usmjerivače zraka, čime će se smanjiti troškovi aerodinamičkog razvoja za 2021. Takve stvari ionako neće biti dozvoljene novim tehničkim pravilnikom za 2022. koji je trebao stupiti na snagu 2021.
- Minimalna težina za 2021. narast će s 746 na 749 kg.

### Aerodinamičke promjene
- Uvodi se aerodinamički hendikep za uspješnije momčadi u smislu dopuštenog broja sati za aerodinamički razvoj ovisno o poziciji u konstruktorskom prvenstvu iz prošle sezone. Tako će konstruktorski prvaci iz 2020. imati 36 korištenja zračnoga tunela tjedno dok će deseta momčad u poretku imati 45 korištenja zračnoga tunela tjedno.[29]

### Sportske promjene
- U pravilima su definirani i ‘otvorene’ i ‘zatvorene’ utrke, ovisno o tome hoće li se održati s publikom ili bez, a zatvorene utrke imaju ograničenje od 80 članova po momčadi od kojih 60 smije raditi na bolidima.
- Rupe u pravilima od ove sezone, moći će se zatvarati tijekom prvenstva ako za to bude skupljeno dovoljno glasova momčadi, vodstva Formule 1 i FIA-e. Do ove sezone, promjene u pravilima, a time i zabrana određenih ideja koje nisu u duhu pravila, su se mogla primijeniti tek od iduće sezone. Od 2021. deset momčadi, vodstvo Formule 1 i vodstvo FIA-e trebali bi imati po deset glasova (ukupno 30), a 25 glasova omogućilo bi promjenu za iduću sezonu dok bi 28 glasova omogućilo da se određeno rješenje zabrani odmah.[30]

## Kalendar
| 1                                                                                          | 2 | 3                                                                          | 4                                                                            |
| ------------------------------------------------------------------------------------------ | --- | -------------------------------------------------------------------------- | ---------------------------------------------------------------------------- |
| Velika nagrada Bahreina Formula 1 Gulf Air Bahrain Grand Prix 2021                         | Velika nagrada Emilia Romagne Formula 1 Pirelli Gran Premio del Made in Italy e dell'Emilia Romagna 2021 | Velika nagrada Portugala Formula 1 Heineken Grande Prémio de Portugal 2021 | Velika nagrada Španjolske Formula 1 Gran Premio de España 2021               |
|                                                                                            | |                                                                            |                                                                              |
| Staza: Bahrain                                                                             | Staza: Enzo e Dino Ferrari                                                                               | Staza: Algarve                                                             | Staza: Barcelona-Catalunya                                                   |
| Mjesto: Sakhir, Bahrein                                                                    | Mjesto: Imola, Italija                                                                                   | Mjesto: Portimão, Portugal                                                 | Mjesto: Barcelona, Španjolska                                                |
| Datum: 26. – 28. ožujka                                                                    | Datum: 16. – 18. travnja                                                                                 | Datum: 30. travnja – 2. svibnja                                            | Datum: 7. – 9. svibnja                                                       |
| Dužina staze: 5,412 km                                                                     | Dužina staze: 4,909 km                                                                                   | Dužina staze: 4,653 km                                                     | Dužina staze: 4,655 km                                                       |
| Broj krugova: 56                                                                           | Broj krugova: 63                                                                                         | Broj krugova: 66                                                           | Broj krugova: 66                                                             |
| Vrijeme na dan utrke:                                                                      | Vrijeme na dan utrke:                                                                                    | Vrijeme na dan utrke:                                                      | Vrijeme na dan utrke:                                                        |
| 5                                                                                          | 6 | 7                                                                          | 8                                                                            |
| Velika nagrada Monaka Formula 1 Grand Prix de Monaco 2021                                  | Velika nagrada Azerbajdžana Formula 1 Azerbaijan Grand Prix 2021                                         | Velika nagrada Francuske Formula 1 Grand Prix de France 2021               | Velika nagrada Štajerske Formula 1 Pirelli Grosser Preis der Steiermark 2021 |
|                                                                                            | |                                                                            |                                                                              |
| Staza: Monaco                                                                              | Staza: Baku                                                                                              | Staza: Paul Ricard                                                         | Staza: Red Bull Ring                                                         |
| Mjesto: Monte Carlo, Monako                                                                | Mjesto: Baku, Azerbajdžan                                                                                | Mjesto: Le Castellet, Francuska                                            | Mjesto: Speilberg, Austrija                                                  |
| Datum: 20. – 23. svibnja                                                                   | Datum: 4. – 6. lipnja                                                                                    | Datum: 18. – 20. lipnja                                                    | Datum: 25. – 27. lipnja                                                      |
| Dužina staze: 3,337 km                                                                     | Dužina staze: 6,003 km                                                                                   | Dužina staze: 5,842 km                                                     | Dužina staze: 4,318 km                                                       |
| Broj krugova: 78                                                                           | Broj krugova: 51                                                                                         | Broj krugova: 53                                                           | Broj krugova: 71                                                             |
| Vrijeme na dan utrke:                                                                      | Vrijeme na dan utrke:                                                                                    | Vrijeme na dan utrke:                                                      | Vrijeme na dan utrke:                                                        |
| 9                                                                                          | 10 | 11                                                                         | 12                                                                           |
| Velika nagrada Austrije Formula 1 myWorld Großer Preis von Österreich 2021                 | Velika nagrada Velike Britanije Formula 1 Pirelli British Grand Prix 2021                                | Velika nagrada Mađarske Formula 1 Magyar Nagydíj 2021                      | Velika nagrada Belgije Formula 1 Rolex Belgian Grand Prix 2021               |
|                                                                                            | |                                                                            |                                                                              |
| Staza: Red Bull Ring                                                                       | Staza: Silverstone                                                                                       | Staza: Hungaroring                                                         | Staza: Spa-Francorchamps                                                     |
| Mjesto: Speilberg, Austrija                                                                | Mjesto: Silverstone, Ujedinjeno Kraljevstvo                                                              | Mjesto: Budimpešta, Mađarska                                               | Mjesto: Stavelot, Belgija                                                    |
| Datum: 2. – 4. srpnja                                                                      | Datum: 16. – 18. srpnja                                                                                  | Datum: 31. srpnja – 1. kolovoza                                            | Datum: 27. – 29. kolovoza                                                    |
| Dužina staze: 4,318 km                                                                     | Dužina staze: 5,891 km                                                                                   | Dužina staze: 4,381 km                                                     | Dužina staze: 7,004 km                                                       |
| Broj krugova: 71                                                                           | Broj krugova: 52                                                                                         | Broj krugova: 70                                                           | Broj krugova: 1                                                              |
| Vrijeme na dan utrke:                                                                      | Vrijeme na dan utrke:                                                                                    | Vrijeme na dan utrke:                                                      | Vrijeme na dan utrke:                                                        |
| 13                                                                                         | 14 | 15                                                                         | 16                                                                           |
| Velika nagrada Nizozemske Formula 1 Heineken Dutch Grand Prix 2021                         | Velika nagrada Italije Formula 1 Heineken Gran Premio d’Italia 2021                                      | Velika nagrada Rusije Formula 1 VTB Russian Grand Prix 2021                | Velika nagrada Turske Formula 1 Turkish Grand Prix 2021                      |
|                                                                                            | |                                                                            |                                                                              |
| Staza: Zandvoort                                                                           | Staza: Monza                                                                                             | Staza: Soči                                                                | Staza: Istanbul Park                                                         |
| Mjesto: Zandvoort, Nizozemska                                                              | Mjesto: Monza, Italija                                                                                   | Mjesto: Soči, Rusija                                                       | Mjesto: Tuzla, Turska                                                        |
| Datum: 3. – 5. rujna                                                                       | Datum: 10. – 12. rujna                                                                                   | Datum: 24. – 26. rujna                                                     | Datum: 10. – 12. listopada                                                   |
| Dužina staze: 4,259 km                                                                     | Dužina staze: 5,793 km                                                                                   | Dužina staze: 5,848 km                                                     | Dužina staze: 5,338 km                                                       |
| Broj krugova: 72                                                                           | Broj krugova: 53                                                                                         | Broj krugova: 53                                                           | Broj krugova: 58                                                             |
| Vrijeme na dan utrke:                                                                      | Vrijeme na dan utrke:                                                                                    | Vrijeme na dan utrke:                                                      | Vrijeme na dan utrke:                                                        |
| 17                                                                                         | 18 | 19                                                                         | 20                                                                           |
| Velika nagrada Sjedinjenih Američkih Država Formula 1 Aramco United States Grand Prix 2021 | Velika nagrada Ciudad de Méxica Formula 1 Gran Premio de Ciudad de México 2021                           | Velika nagrada São Paula Formula 1 Grande Prêmio do São Paulo 2021         | Velika nagrada Katara Formula 1 Ooredoo Qatar Grand Prix 2021                |
|                                                                                            | |                                                                            |                                                                              |
| Staza: Americas                                                                            | Staza: Hermanos Rodríguez                                                                                | Staza: Interlagos                                                          | Staza: Losail                                                                |
| Mjesto: Austin, SAD                                                                        | Mjesto: Ciudad de México, Meksiko                                                                        | Mjesto: São Paulo, Brazil                                                  | Mjesto: Lusail, Katar                                                        |
| Datum: 22. – 24. listopada                                                                 | Datum: 5. – 7. studenog                                                                                  | Datum: 12. – 14. studenog                                                  | Datum: 19. – 21. studenog                                                    |
| Dužina staze: 5,513 km                                                                     | Dužina staze: 4,304 km                                                                                   | Dužina staze: 4,309 km                                                     | Dužina staze: 5,380 km                                                       |
| Broj krugova: 56                                                                           | Broj krugova: 71                                                                                         | Broj krugova: 71                                                           | Broj krugova: 57                                                             |
| Vrijeme na dan utrke:                                                                      | Vrijeme na dan utrke:                                                                                    | Vrijeme na dan utrke:                                                      | Vrijeme na dan utrke:                                                        |
| 21                                                                                         | 22 |                                                                            |                                                                              |
| Velika nagrada Saudijske Arabije Formula 1 Saudi Arabia Grand Prix 2021                    | Velika nagrada Abu Dhabija Formula 1 Etihad Airways Abu Dhabi Grand Prix 2021                            |                                                                            |                                                                              |
|                                                                                            | |                                                                            |                                                                              |
| Staza: Jeddah                                                                              | Staza: Yas Marina                                                                                        |                                                                            |                                                                              |
| Mjesto: Džeda, Saudijska Arabija                                                           | Mjesto: Abu Dhabi, UAE                                                                                   |                                                                            |                                                                              |
| Datum: 3. – 5. prosinca                                                                    | Datum: 10. – 12. prosinca                                                                                |                                                                            |                                                                              |
| Dužina staze: 6,175 km                                                                     | Dužina staze: 5,554 km                                                                                   |                                                                            |                                                                              |
| Broj krugova: 50                                                                           | Broj krugova: 55                                                                                         |                                                                            |                                                                              |
| Vrijeme na dan utrke:                                                                      | Vrijeme na dan utrke:                                                                                    |                                                                            |                                                                              |

## Sažetak sezone

### Predstavljanje bolida
| Momčad       | Šasija | Datum       | Mjesto predstavljanja |
| ------------ | ------ | ----------- | --------------------- |
| McLaren      | MCL35M | 15. veljače | Woking                |
| AlphaTauri   | AT02   | 19. veljače | online                |
| Alfa Romeo   | C41    | 22. veljače | Varšava               |
| Red Bull     | RB16B  | 23. veljače | online                |
| Mercedes     | W12    | 2. ožujka   | online                |
| Alpine       | A521   | 2. ožujka   | online                |
| Aston Martin | AMR21  | 3. ožujka   | online                |
| Haas         | VF21   | 4. ožujka   | online                |
| Williams     | FW43B  | 5. ožujka   | online                |
| Ferrari      | SF21   | 10. ožujka  | Maranello             |

### Testiranja
Tri dana prije početka predstavljanja bolida, Alpineov vozač Fernando Alonso je 12. veljače sudjelovao u biciklističkoj nesreći         
dok je trenirao na svom biciklu u blizini Lugana u Švicarskoj. Španjolac je nakon nesreće zadržan na promatranju u bolnici u Švicarskoj. Liječnici su otkrili frakturu u njegovoj gornjoj čeljusti, nakon čega su odradili uspješnu korektivnu operaciju. Alonso nije bio prisutan na predstavljanju novog bolida, ali je bio spreman za testiranja u Sakhiru.
Na testiranjima je sudjelovao 21 vozač, a Max Verstappen u Red Bull-Hondi je odvezao najbrže vrijeme na prvom danu - 1 minutu i 30,674 sekundi. Lando Norris je poslijepodne preuzeo McLaren MCL35M od Daniel Ricciarda koji je bio najbrži u prvom dijelu dana i postavio drugo najbrže vrijeme, dvije desetinke iza Verstappena na istim C3 gumama. Esteban Ocon je cijeli dan bio za upravljačem Alpinea A521 i u posljednjem satu postavio treće najbrže vrijeme na C4 Pirellijevim gumama uz 129 krugova. Lance Stroll je poslijepodne preuzeo Aston Martin od Sebastiana Vettela i završio četvrti najbrži unatoč manjem problemu s elektrikom, a Carlos Sainz je odradio prvi službeni test kao Ferrarijev vozač i završio peti na C3 gumama, 1,2 sekunde iza Verstappena. Lewis Hamilton je bio tek deseti za Mercedes koji je prvog dana odvozio samo 48 krugova u osam sati, dok je njegov momčadski kolega Valtteri Bottas zbog kvara mjenjača odvozio samo šest krugova. Za Williams je prvog dana testirao Roy Nissany, DAMS-ov vozač Formule 2. U poslijepodnevni dijelu prvoga dana testa, vjetar je pojačao i nanio puno pijeska na stazu, a uvjeti su bili izuzetno skliski uz lošu vidljivost.
Valtteri Bottas odvozio je najbrži krug na drugom danu predsezonskih testiranja u Bahrainu. Finac je nakon brzih krugova na C3 i C4 gumama isprobao i C5 gume na kojima je odvozio najbolje vrijeme dana - 1 minuta i 30,289 sekundi. Mercedes je nakon lošega prvoga dana u kojem su odvozili samo 48 krugova, imao puno bolji drugi dan s najboljim vremenom i 115 krugova, a Pierre Gasly je završio drugi na C5 gumama za AlphaTauri-Hondu, koji je zajedno s Yukijem Tsunodom odvozio čak 144 kruga u novi AT02 bolidu. Lance Stroll je i drugoga dana poslijepodne preuzeo Aston Martin AMR21 od Sebastiana Vettela koji je ujutro imao problem s mjenjačem, i završio treći koristeći C5 komponentu, 0,171 sekundi iza Bottasa, dok je Lando Norris završio četvrti za McLaren-Mercedes na C4 gumama. Antonio Giovinazzi je završio peti za Alfa Romeo-Ferrari na C5 gumama uz 125 krugova, dok je Charles Leclerc bio šesti i zajedno s Carlosom Sainzom odvozio 128 krugova u Ferrariju SF21. Prva crvena zastava dogodila se kada se Lewis Hamilton izvrtio i ostao u šljunku, a druga u poslijepodnevnom dijelu dana oko sat i pol prije kraja dana kada je Sergiju Pérezu u Red Bull-Hondi otpao pokrov motora dok je prestizao Nicholasa Latifija u Williams-Mercedesu na startno ciljnom pravcu.
U drugom dijelu trećega dana, Max Verstappen je u posljednjem satu testiranja na C4 Pirellijevim gumama odvozio 1 minutu i 28,960 sekundi, što je bio najbrži krug na ovogodišnjim testiranjima. Iznenađenje trećeg dana bio je debitant Yuki Tsunoda koji je bio drugi najbrži u AlphaTauriju. Carlos Sainz je bio treći najbrži za Ferrari s krugom od 1 minute i 29,611 sekundi na C4 gumama, a Kimi Räikkönen je završio peti za Alfa Romeo s najvećim brojem krugova na posljednjem danu. Lewis Hamilton je opet imao problema s upravljanjem svoga Mercedesa F1 W12 i izvrtio se u posljednjem zavoju, ali je odvozio dovoljno dobar krug na C5 gumama za peto mjesto.
U tri dana testiranja, AlphaTauri i Alfa Romeo odvozili su najviše krugova na Sakhiru, obje momčadi po 422 kruga, a aktualni svjetski prvaci Mercedes prvi su puta u hibridnoj eri odvozili najmanje krugova od svih momčadi - 304 kruga. Pierre Gasly odvozio je najviše krugova od svih vozača - 237 krugova, a Kimi Räikkönen odvozio je samo osam krugova manje.
| Staza                 | Dan | Datum      | Najbrži vozač | Najbrži vozač   | Konstruktor    | Vrijeme        | Gume | Krugovi |
| --------------------- | --- | ---------- | ------------- | --------------- | -------------- | -------------- | ---- | ------- |
| Bahrain International | 1.  | 12. ožujka | 33            | Max Verstappen  | Red Bull-Honda | 1 min 30,674 s | M    | 139     |
| Bahrain International | 2.  | 13. ožujka | 77            | Valtteri Bottas | Mercedes       | 1 min 30,289 s | S    | 56      |
| Bahrain International | 3.  | 14. ožujka | 33            | Max Verstappen  | Red Bull-Honda | 1 min 28,960 s | S    | 64      |

### Velika nagrada Bahreina
Kvalifikacije
Max Verstappen u Red Bull-Hondi osvojio je uvjerljiv pole position na prvim kvalifikacijama sezone s 0,388 sekunde prednosti ispred svjetskoga prvaka Lewisa Hamiltona, dok je Valtteri Bottas završio treći u drugom Mercedesu s 0,589 sekundi zaostatka za Nizozemcem. Charles Leclerc je imao vrlo dobre kvalifikacije za Ferrari koje je završio na četvrtom mjestu ispred Pierrea Gaslyja u AlphaTauri-Hondi i dva McLarenova vozača na šestom i sedmom mjestu. Dobar nastup imali su vozači i Alfa Romea koji su prošli u drugu kvalifikacijsku rundu, dok je izlazak na medium gumama stajao Yukija Tsunodu i Sergija Péreza potencijalnog prolaza u završnu kvalifikacijsku rundu. Iznenađenje su priredili Esteban Ocon u Alpine-Renaultu i Sebastian Vettel u Aston Martin-Mercedesu, koji su ispali u prvoj kvalifikacijskoj rundi. Nijemac je nakon utrke kažnjen i s pet mjesta na gridu i tri kaznena boda, zbog nepoštivanja žutih zastava, kada se u prvom zavoju ispred njega izvrtio Nikita Mazepin u Haas-Ferrariju, dok je u drugom sektoru žutu zastavu izazvao Carlos Sainz čiji je Ferrari imao problema s pogonskom jedinicom. Temperatura zraka na početku kvalifikacija bila je 30 Celzijevih stupnjeva, a temperatura asfalta bila je 35 stupnjeva, 12 stupnjeva manje nego na vrućem trećem slobodnom treningu.
Utrka
Bio je ovo treći put u povijesti Formule 1 nakon 2006. i 2010., da je sezona otvorena u Bahreinu. Kad su vremenski uvjeti u pitanju, vozačima je tijekom cijelog vikenda, a i ranije na predsezonskim testiranjima, velike probleme stvarao vjetar. Prema informacijama sa staze, nedjelja je u Sakhiru bila još vjetrovitija od prethodnih dana, a temperaturne vrijednosti bile su nešto niže nego prethodnih dana. Neposredno prije početka utrke temperatura zraka bila je 21 Celzijev stupanj, a temperatura staze 31°.
Prvi pokušaj starta nije uspio jer je se Sergio Pérez zaustavio pored staze tijekom probnog kruga. Red Bullov bolid otkazao je suradnju, a ostali vozači su upućeni u novi formacijski krug, dok je Meksikanac u međuvremenu uspio pokrenuti svoj bolid te se uputio na start iz boksa. Drugi pokušaj starta bio je uspješan, ali utrkivanje ponovno nije potrajalo dugo. Max Verstappen je sačuvao poziciju ispred Lewisa Hamiltona, a Charles Leclerc je nakon nekoliko zavoja preuzeo treće mjesto od Valtterija Bottasa. Na samom začelju poretka Nikita Mazepin izgubio je kontrolu nad svojim Haasom po izlasku iz zavoja broj 3, izletio sa staze i uzrokovao izlazak sigurnosnog automobila na stazu. Bio je to debi za novi Aston Martinov safety car u jednoj utrci Formule 1. Lando Norris je prije toga uspio proći ispred momčadskog kolege Daniela Ricciarda, a dvije pozicije izgubio je Carlos Sainz. Novog vozača Ferrarija prošli su Fernando Alonso i Lance Stroll. Kimi Räikkönen i Esteban Ocon zaradili su po tri pozicije u toj prvoj polovici kruga, a Sebastian Vettel čak šest nakon starta sa samog začelja.
Nakon restarta u 4. krugu, Pierre Gasly je nakon kontakta s Ricciardom, ostao bez prednjeg krila, dok se Mick Schumacher se izvrtio u drugom Haasu. Gasly se nakon odlaska u boks po promjenu krila, na stazu vratio na 19. mjestu. Leclerc je na restartu izgubio 3. mjesto od Bottasa, a tri kruga kasnije i 4. mjesto od Norrisa. Stroll je u 9. krugu uspio preteći Alonsa na 7. mjestu. Od 12. do 14. kruga svoja prva zaustavljanja u boksu odradila je većina vozača, no ne i vodeći Max Verstappen. Lewis Hamilton je prešao na hard u trenucima dok je kasnio za Nizozemcem malo manje od dvije sekunde. Očekivalo se da će Max odgovoriti krug kasnije, ali umjesto toga je odlučio ostati na stazi još četiri kruga, a onda je izašao na stazu sa zaostatkom od sedam sekundi u odnosu na Hamiltona. Za razliku od aktualnog prvaka, Verstappen je stavio još jedan set medium guma.
Poredak u 20. krugu je izgledao: 1. Hamilton, 2. Verstappen (+ 5,525 s), 3. Bottas (+ 8,942 s), 4. Norris (+ 20,218 s), 5. Leclerc (+ 23,039 s), 6. Ricciardo (+ 28,077 s), 7. Stroll (+ 30,685 s), 8. Vettel (+ 33,481 s), 9. Alonso (+ 33,856 s), 10. Sainz (+ 34,150 s).
U 21. krugu, Sainz je prešao Alonsa i Vettela koji još nije bio u boksu. Nijemac je na starim gumama počeo gubiti dosta pozicija, a svoju prvu promjenu guma obavio je u 25. krugu s 14. mjesta, kada je medium zamijenio hardom. Pérez je za sve to vrijeme napredovao na gridu, te u 25. krugu pretekao Sainza na 8. mjestu, a dva kruga kasnije i Strolla na 7. mjestu. U 29. krugu Hamilton je drugi put stao u boks i ponovno se vratio na stazu s hard gumama. Bottas je ušao u boks samo dva kruga kasnije i još izgubio puno vremena zbog problema s promjenom prednje desne gume. Finac se na stazu vratio iza Norrisa i Leclerca, a iza njega je Pérez prestigao Ricciarda za šestu poziciju. U 33. krugu gume su promijenili Leclerc i Ricciardo. Verstappen je po nove gume otišao u 40. krugu. Red Bullova ekipa brzo je montirala hard gume, te se Nizozemac vratio na stazu osam sekundi iza Hamiltona. Lov je počeo, preostalo mu je 16 krugova. Pokušavajući pobjeći Nizozemcu Hamilton je srušio rekord Formule 1 po broju krugova provedenih u vodstvu (5112).
Sergio Pérez je ponovno imao vrlo sadržajnu utrku u Bahreinu. U 44. krugu prošao je ispred Daniela Ricciarda za šesto mjesto. Učinio je to u prvom zavoju, gdje su se samo nekoliko trenutaka kasnije sudarili Sebastian Vettel i Esteban Ocon. Nijemac je pogriješio na kočenju i pogodio vozača Alpinea, za što je kasnije i kažnjen s 10 sekundi. Dobar posao napravio je Carlos Sainz koji je deset krugova prije kraja preuzeo osmu poziciju od Lancea Strolla, a Pérez je prije kraja utrke uspio dostići i Charlesa Leclerca za petu poziciju.
Iz kruga u krug Max je smanjivao Hamiltonovu prednost. Sedam krugova do kraja razlika je bila dvije i pol sekunde. Strateška igra bila je gotova, vozači su stvari preuzeli stvari u svoje ruke, a u 53. krugu Verstappen je uspio anulirati zaostatak i napasti. Prošao je u četvrtom zavoju, ali je kratko izašao van staze i morao vratiti poziciju Britancu. Nastavio je Max pritiskati, ali nekoliko manjih pogrešaka omogućilo je Hamiltonu bijeg na prednost koja mu je bila dovoljna za pobjedu na otvaranju sezone. Bottas je na trećem mjestu na kraju ostvario i dodatan bod za najbrži krug. Yuki Tsunoda je u posljednjem krugu pretekao Strolla na 9. mjesto, te u svom prvom nastupu u Formuli 1 osvojio bodove.

| Poredak vozača nakon utrke | Poredak vozača nakon utrke | Poredak vozača nakon utrke |
| -------------------------- | -------------------------- | -------------------------- |
| 1.                         | Lewis Hamilton             | 25                         |
| 2.                         | Max Verstappen             | 18                         |
| 3.                         | Valtteri Bottas            | 16                         |
| 4.                         | Lando Norris               | 12                         |
| 5.                         | Sergio Pérez               | 10                         |

| Poredak konstruktora nakon utrke | Poredak konstruktora nakon utrke | Poredak konstruktora nakon utrke |
| -------------------------------- | -------------------------------- | -------------------------------- |
| 1.                               | Mercedes                         | 41                               |
| 2.                               | Red Bull-Honda                   | 28                               |
| 3.                               | McLaren-Renault                  | 18                               |
| 4.                               | Ferrari                          | 12                               |
| 5.                               | AlphaTauri-Honda                 | 2                                |

### Velika nagrada Emilia Romagne
Nakon tri tjedna pauze, uslijedila je Velika nagrada Emilia Romagne, koja se vozila na Imoli u vikendu između 16. i 18. travnja. Prije trkaćeg vikenda, FIA je objavila nekoliko manjih promjena na stazi i korekciju točki detekcije i aktivacije jedine DRS zone. Promjene su se odnosile na novi asfalt ulaska u boks, žute uspornike iza vrha zavoja broj 13, produženi žuti uspornik iza vrha zavoja broj 14 koji je postao jedan kontinuirani rubnik, dok je većina sporednih cesti oko staze dobila novi asfalt, uključujući i površine iza šljunčanih izletnih zona. Staza je i dalje imala jednu DRS zonu, ali je FIA za ovu utrku promijenila točke aktivacije i detekcije kako bi se olakšala pretjecanja u odnosu na prošlu godinu.
FIA je također objavila u kojim će zavojima kontrolirati granice staze, nakon kontroverznoga prvog vikenda sezone u kojem su vozači morali poštovati granice staze u četvrtom zavoju na stazi Sakhir. Vrijeme postignuto na bilo kojem slobodnom treningu, kvalifikacijama ili utrci u kojem je vozač napustio granice staze na izlazu iz zavoja broj 9 (Piratellla), 13 (Acque Minerali) i 15 (Variante Alta) bilo je obrisano, a smatralo se da je vozač napustio stazu ako bolid nijednim dijelom više nije u kontaktu sa stazom. Nakon trećega prekršaja u utrci, vozaču je trebala biti pokazana crno bijela zastava, a svako iduće kršenje trebalo je biti prijavljeno sucima. Riječ je bilo o ukupno tri prekršaja, a ne o tri prekršaja na svakom od tri zavoja.
Fernando Alonso u Alpine-Renaultu dobio je novi ispušni sustav, nakon što je odustao na prvoj utrci zbog oštećenja uzrokovanih pregrijavanjem stražnjih kočnica. Riječ je bila o ispušnom sustavu koji je ove sezone prvi puta ograničen po pitanju broja dopuštenih komponenata koje se smiju koristiti tijekom sezone.
Kvalifikacije
Iako je Valtteri Bottas bio najbrži na prva dva slobodna treninga u petak, a Max Verstappen na trećem slobodnom treningu u subotu ujutro, Lewis Hamilton osvojio je prvi pole position ove sezone. Britancu je tako Imola postala 30. staza u kalendaru Formule 1 na kojoj je ostvario barem jedan pole position. Hamilton je bio 0,035 sekundi brži od Sergija Péreza i 0,087 sekundi brži od Verstappena. Pérezu je ovo bio prvi put u Formuli 1 da je izborio prvi startni red. Iza njih su slijedili Charles Leclerc, Pierre Gasly i McLarenovi vozači Daniel Ricciardo i Lando Norris. Norris je postavio najbrži prvi i drugi sektor, te je ciljem prošao kao drugi, no nažalost za njega otišao je van granica staze, nakon čega mu je vrijeme bilo izbrisano, te je tako startao utrku na sedmom mjestu. Bottas je bio tek osmi u drugom Mercedesu ispred Estebana Ocona i Lancea Strolla. U prvom dijelu kvalifikacija Yuki Tsunoda je izgubio kontrolu nad svojim AlphaTaurijem AT02 preko rubnika u šikani Variante Alta, zabio se stražnjim krajem u zid i teško oštetio svoj bolid zbog čega je završio svoj kvalifikacijski nastup već nakon šest minuta. Odlične kvalifikacije imali su Williamsovi vozači. George Russell je završio na 12. mjestu, dok je Nicholas Latifi ostvario 14. vrijeme, najbolje dotadašnje u svojoj karijeri u Formuli 1. Razočaravajuće kvalifikacije imali su Carlos Sainz, Sebastian Vettel i Fernando Alonso, koji nisu uspjeli proći u završnu kvalifikacijsku rundu.
Utrka
Četrdesetak minuta prije utrke, počela je padati kiša. Fernando Alonso na putu do grida je izletio, ali se uspio vratiti u garažu i popraviti bolid.
Kod Lancea Strolla se upalila stražnja desna kočnica, te je pritom vatra oštetila pokrov kočnice, ali su mehaničari užurbano popravili bolid na stazi. Kao mjeru predostrožnosti su pregledavali i bolid Sebastiana Vettela, no Nijemac je na kraju morao startati iz boksa jer mehaničari nisu uspjeli sklopiti njegov bolid na vrijeme. Utrka je krenula u mokrim uvjetima, a svi vozači startali su na kišnim gumama. Većina na intermedijima, dok su samo Pierre Gasly, Esteban Ocon, Mick Schumacher i Nikita Mazepin odlučili uzeti wet gume. Charles Leclerc se izvrtio u formacijskom krugu, no uspio se vratiti na stazu na vrijeme da se smije vratiti na startnu poziciju.
Max Verstappen je imao sjajnu reakciju s trećeg mjesta, postavio se s unutarnje strane Lewisa Hamiltona i uspio proći u vodstvo, iako se Hamilton nije predao i držao je vanjsku stranu sve dok nije završio na visokim rubnicima, te oštetio podnicu i prednje krilo na svom bolidu. Leclerc je uspio prestići Sergija Péreza i zauzeti treće mjesto. Daniel Ricciardo je pretekao Gaslyja na petom mjestu, dok su Stroll i Carlos Sainz napredovali po tri pozicije. S druge strane Lando Norris i Valtteri Bottas su izgubili po dvije pozicije. Nicholas Latifi se izvrtio u zavoju Aqua Minerale, a ubrzo nakon toga i kontakta s Mazepinom, razbio na pravcu prije zavoja Variante Alta. Kanađanin se vraćao na stazu nakon izvrtanja, te nije dobro vidio Mazepina koji je dobrim dijelom bolida bio ispred njega i došlo je do kontakta koji je Latifija dobrano zabio u zid.
Nakon toga na stazu je izašao safety car koji je na stazi ostao dok se staza ne očisti od brojnih krhotina, a povukao se na kraju šestoga kruga. U 4. krugu, dok je još safety car bio na stazi, na startno-ciljnoj ravnini u pokušaju da zagrije gume, izvrtio se Schumacher, te je slomio prednje krilo. Nijemac se uspio vratiti u boks i promijeniti prednje krilo. Malo je nevolja imao i Pérez koji je išao široko po šljunku, zbog čega su ga pretekli Gasly i Norris. U istom krugu su suci javili da istražuju Pérezovo vraćanje pozicije pod safety carom od Gaslyja i Norrisa. Zbog pravila koja nalažu da je za vrijeme safety cara zabranjeno pretjecanje, Pérez je dobio je kaznu od deset sekundi. Ocon je ušao u boks zbog oštećenoga bolida, kao i Vettel kojem je momčad javila da ima problem s kočionim sustavom.
Nakon restarta Stroll je u sljedećem krugu izgubio dvije pozicije od Sainza i Norrisa. Gasly je bio na wet gumama, a pošto staza nije bila dovoljno mokra, Francuz je sa 6. mjesta u 8. krugu, pao na 14. mjesto u 13. krugu. Nakon toga momčad ga je pozvala u boks po intermedije, nakon čega se vratio na 17. mjesto ispred dva Haasova vozača Mazepina i Schumachera. McLaren je u 17. krugu zatražio Ricciarda da pusti Norrisa kako bi vidjeli njegovu brzinu u čistom zraku, što je Ricciardo napravio, a Norris je to iskoristio, te izgradio prednost od osam sekundi u sljedećih pet krugova.
Za sve to vrijeme, Verstappen i Hamilton su se odvojili daleko ispred svih. Izmjenjivali su brze krugove i razmak između njih je bio oko pet sekundi, a prvi sljedeći, Leclerc, je bio 15 sekundi iza Hamiltona. U 22. krugu Vettel je bio prvi vozač koji je otišao u boks po gume za suho, te se vratio na 16. mjesto. Odmah nakon toga dobio je kaznu od deset sekundi zaustavljanja u boksu jer nije imao gume na bolidu tri minute prije starta utrke. Verstappen je po suhe gume otišao u 28. krugu, a krug kasnije Mercedes je pozvao i Hamiltona, koji se uz sporu promjenu guma od četiri sekunde vratio na drugo mjesto. Oba vozača dobila su nove setove medium guma.
U 31. krugu Verstappen i Hamilton su upali u gužvu u kojoj su se našli Bottas i George Russell, a prilikom pretjecanja Russella, Hamilton je napravio grešku u zavoju Tosa, izletio u šljunak i udario u zid. No Britanac je uspio pronaći rikverc, vratiti se na stazu i doći do boksa. Nedugo nakon toga došlo je do velikog sudara između Russella i Bottasa. Russell je pokušao prestići Bottasa uoči prvog zavoja, ali je dotaknuo travu s desne strane staze, izgubio kontrolu nad bolidom, te udario u bočni dio Bottasovog bolida, izbacivši iz utrke sebe i Bottasa. Nakon njihovog sudara na stazu izašao je prvo izašao safety car, da bi ubrzo nakon toga suci odlučili da prekidaju utrku u 33. krugu, dok se ne pokupe bolidi i njihovi ostaci na stazi.
Svi vozači su otišli u boks, a poredak je izgledao: 1. Max Verstappen (Red Bull-Honda), 2. Charles Leclerc (Ferrari), 3. Lando Norris (McLaren-Mercedes), 4. Sergio Pérez (Red Bull-Honda), 5. Carlos Sainz (Ferrari), 6. Daniel Ricciardo (McLaren-Mercedes), 7. Lance Stroll (Aston Martin-Mercedes), 8. Kimi Räikkönen (Alfa Romeo-Ferrari), 9. Lewis Hamilton (Mercedes), 10. Yuki Tsunoda (AlphaTauri-Honda), 11. Antonio Giovinazzi (Alfa Romeo-Ferrari), 12. Fernando Alonso (Alpine-Renault), 13. Esteban Ocon (Alpine-Renault), 14. Pierre Gasly (AlphaTauri-Honda), 15. Sebastian Vettel (Aston Martin-Mercedes), 16. Mick Schumacher (Haas-Ferrari), 17. Nikita Mazepin (Haas-Ferrari).
U nastavak se krenulo startom iza sigurnosnog automobila. Kimi Räikkönen je prije samog starta izgubio dvije pozicije zbog izvrtanja. Sličnu je situaciju imao i Max Verstappen koji se zamalo izvrtio, ali je uspio ostati ispred Charlesa Leclerca koji je izgubio poziciju od Landa Norrisa. Yuki Tsunoda se izvrtio u Tamburellu i pao na 15. mjesto. U 38. krugu Sergio Pérez se izvrtio u zavoju Villeneuve i pao na 15. mjesto, a krug kasnije Lewis Hamilton je prestigao Lancea Strolla za šesto mjesto. Sljedeći na redu za Lewisa je bio Daniel Ricciardo kojeg je Britanac prestigao u 42. krugu, nakon čega je krenuo sustizati Carlosa Sainza kojega je prestigao u 50. krugu za četvrto mjesto. Hamilton se u 55. krugu probio na treće mjesto prestigavši Leclerca uz pomoć DRS-a, nakon što je Leclerc ostao bez DRS-a jer je izgubio priključak za Norrisom u McLarenu, pa ga je Hamilton bez problema prestigao uoči kočenja za drugi zavoj. Norris se dobro branio protiv Hamiltona nekoliko krugova, ali u 60. krugu Hamilton je ostao dovoljno blizu uoči izlaska na startno ciljni pravac i uz pomoć DRS-a ga uspio prestići s vanjske strane drugoga zavoja. U tom trenutku Hamilton je bio 20 sekundi iza Verstappena i odmah mu oteo najbrži krug utrke, dok je Sebastian Vettel morao odustati u 62. krugu zbog problema s mjenjačem.
Do kraja utrke Norris se uspio obraniti ispred dva Ferrarija, a daleko ispred svih do prve pobjede ove sezone došao je Verstappen. Norris je završio treći za McLaren što mu je bilo drugo postolje u Formuli 1 nakon Velike nagrade Austrije 2020. i prvo za McLaren nakon Velike nagrade Italije iste godine, a Leclerc je završio četvrti za Ferrari ispred momčadskoga kolege Sainza. Ricciardo je završio šesti u drugom McLarenu, nakon što je ranije pustio momčadskoga kolegu Norrisa u 17. krugu što se pokazao kao ključan potez u McLarenovom osvajanju postolja, dok je Stroll bio sedmi za Aston Martin. Pierre Gasly je završio osmi za AlphaTauri, s 0,9 sekundi iza Strolla. Räikkönen je završio na devetom mjestu, dok je Esteban Ocon osvojio posljednji bod za Alpine, čime je momčad osvojila prvi bod ove sezone. Njegov momčadski kolega Fernando Alonso završio je jedanaesti s 0,9 sekundi zaostatka.
Stroll je nakon utrke kažnjen s pet sekundi, jer je prema ponovnom gledanju snimke otišao van staze u Tamburellu u pokušaju pretjecanja Gaslyja, što su suci okarakterizirali kao nedopušteno stjecanje prednosti. Tako je Gasly na kraju klasificiran kao sedmi, dok je Stroll osvojio osmo mjesto. Kaznu je dobio i Räikkönen. U krugu prije restarta nakon prekida utrke, Finac se izvrtio u zavoju broj 3. Članak 42.6 kaže kako vozač može vratiti svoju poziciju ako to učini prije prve safety car linije. Prvotno je momčad dala taj naputak, no onda su mu rekli da zadrži poziciju. Članak 42.6 također kaže kako vozač, ako ne uspije vratiti poziciju, mora ući u boks i može se vratiti u utrku tek kada svi vozači prođu izlaz iz boksa. Finac je nakon kazne ispao iz zone osvajača bodova, a prvi bod u svojem povratku u Formulu 1 je osvojio Alonso.
| Poredak vozača nakon utrke | Poredak vozača nakon utrke | Poredak vozača nakon utrke |
| -------------------------- | -------------------------- | -------------------------- |
| 1.                         | Lewis Hamilton             | 44                         |
| 2.                         | Max Verstappen             | 43                         |
| 3.                         | Lando Norris               | 27                         |
| 4.                         | Charles Leclerc            | 20                         |
| 5.                         | Valtteri Bottas            | 16                         |

| Poredak konstruktora nakon utrke | Poredak konstruktora nakon utrke | Poredak konstruktora nakon utrke |
| -------------------------------- | -------------------------------- | -------------------------------- |
| 1.                               | Mercedes                         | 60                               |
| 2.                               | Red Bull-Honda                   | 53                               |
| 3.                               | McLaren-Mercedes                 | 41                               |
| 4.                               | Ferrari                          | 34                               |
| 5.                               | Aston Martin-Mercedes            | 7                                |

### Velika nagrada Portugala
Nakon što je Velika nagrada Portugala prošle sezone zbog pandemija koronavirusa, prvi put nakon 1996. bila uvrštena u kalendar Formule 1, utrka ove godine nije bila planirana. No zbog odgode Velike nagrade Australije i Velike nagrade Kine, FIA je odlučila da će se utrka u Portugalu ipak voziti. Svoj prvi nastup u Formuli 1 na prvom slobodnom treningu u petak, upisao je Callum Ilott za Alfa Romeo.
Kvalifikacije
Valtteri Bottas u Mercedesu osvojio je prvi pole position ove sezone i prvi od Velike nagrade Sakhira 2020. pobijedivši momčadskoga kolegu Lewisa Hamiltona za samo 0,007 sekundi, a Max Verstappen i Sergio Pérez upotpunili su drugi startni red za Red Bull-Hondu. Carlos Sainz je prvi puta ove sezone pobijedio Charlesa Leclerca u okršaju Ferrarijevih vozača. Esteban Ocon je bio šesti za Alpine-Renault ispred Landa Norrisa u McLarenu i Leclerca u drugom Ferrariju, a Pierre Gasly se i treću utrku ove sezone plasirao u Q3. Sebastian Vettel je izborio prvi prolazak u Q3 nakon Velike nagrade Velike Britanije 2020. George Russell je završio 11. za Williams, što je bio najbolji plasman te momčadi u kvalifikacijama od Velike nagrade Italije 2018. i 10. mjesta Lancea Strolla.
Utrka
Valtteri Bottas, Lewis Hamilton i Max Verstappen zadržali su svoje pozicije, a Bottas se već u prvom krugu odmaknuo osam desetinki od Hamiltona. Carlos Sainz prošao je Sergija Péreza na startu. Startavši sa 16. mjesta, Daniel Ricciardo nadoknadio je čak tri pozicije. Na kraju prvog kruga, na startno-ciljnoj ravnini, došlo je do kontakta između timskih kolega iz Alfa Romea, pri čemu je Kimi Räikkönen izgubio prednje krilo i parkirao bolid uz stazu. Finac je priznao kako je greška u potpunosti njegova. Kazao je da je namještao prekidač na volanu kojeg je pogrešno postavio na izlasku iz zadnjeg zavoja, te je zbog toga na tren izgubio iz vida Antonija Giovinazzija i jednostavno udario u njegovu stražnju lijevu gumu. To je rezultiralo izlaskom sigurnosnog automobila koji je na stazi bio šest krugova.
U ponovnom startu nakon faze safety cara, Bottas je i ovoga puta odradio dobar posao zadržavši vodeću poziciju. Međutim, Verstappen je odmah prošao Hamiltona za drugo mjesto. Pérez je vratio poziciju od Sainza, a Lando Norris je prošao obojicu i došao do četvrtog mjesta. U 10. krugu je Verstappen pokušao proći i vodećeg Bottasa koji je imao problema s pregrijavanjem kočnica. No u sljedećem krugu Hamilton je prešao Verstappena na drugom mjestu. Nizozemac je pokušao odmah s protunapadom, ali neuspješno. U 15. krugu Pérez je prošao Norrisa u prvom zavoju.
Nakon 16. kruga poredak je izgledao: 1. Valtteri Bottas (Mercedes), 2. Lewis Hamilton (Mercedes), 3. Max Verstappen (Red Bull-Honda), 4. Sergio Pérez (Red Bull-Honda), 5. Lando Norris (McLaren-Mercedes), 6. Carlos Sainz (Ferrari), 7. Charles Leclerc (Ferrari), 8. Esteban Ocon (Alpine-Renault), 9. Pierre Gasly (AlphaTauri-Honda), 10. Sebastian Vettel (Aston Martin-Mercedes), 11. Daniel Ricciardo (McLaren-Mercedes), 12. Antonio Giovinazzi (Alfa Romeo-Ferrari), 13. Fernando Alonso (Alpine-Renault), 14. Lance Stroll (Aston Martin-Mercedes), 15. Yuki Tsunoda (AlphaTauri-Honda), 16. George Russell (Williams-Mercedes), 17. Nicholas Latifi (Williams-Mercedes), 18. Mick Schumacher (Haas-Ferrari), 19. Nikita Mazepin (Haas-Ferrari).
Ricciardo se nastavio probijati kroz poredak te je u 18. krugu prestigao Sebastiana Vettela na startno ciljnom pravcu i ušao u krug osvajača bodova na desetom mjestu, a Hamilton je preuzeo vodstvo prestigavši Bottasa s vanjske strane prvoga zavoja u 20. krugu. Dva kruga kasnije, Sainz ulazi prvi u boks i sa softa prelazi na medium gume. To je izazvalo domino efekt u sljedećem krugu kada su ostali vozači na softu otišli po nove set guma. Za to se vrijeme Bottas držao iza Hamiltona na sekundu i pol – dvije, dok je Verstappen vršio pritisak na Finca. U 36. krugu Verstappen ulazi u boks po hard gume, a krug kasnije isto radi i Bottas. Bottas je iz boksa izašao malo ispred Verstappena, ali prednost, koju je Nizozemac imao sa zagrijanim gumama, bila je dovoljna da prođe ispred Bottasa u nekoliko zavoja. U 38. krugu Hamilton odlazi u boks po hard gume. U 43. krugu Bottas radi najbrži krug i približava se Verstappenu, a Pérez vodi utrku i u tom trenutku jedini još nije bio u boksu. U sljedećem krugu Ocon prolazi Sainza za sedmo mjesto, a u 51. krugu Hamilton prolazi Péreza za vodeću poziciju. Meksikanac odmah nakon toga odlazi u boks po soft gume. Fernando Alonso je u 59. krugu na 19 krugova novijim gumama prestigao Sainza s vanjske strane prvoga zavoja i preuzeo osmo mjesto nakon starta s 13. mjesta. U 64. krugu Bottas odlazi u boks po soft gume i na stazu se vraća tri i pol sekunde ispred Péreza, a Ricciardo za to vrijeme prolazi Sainza za deveto mjesto. Krug kasnije i Verstappen odlazi po soft gume i do kraja je utrke vozi najbrži krug. No taj mu je krug kasnije obrisan zbog nepoštivanja granica staze u 14. zavoju, tako da je najbrži krug ipak pripao Bottasu.
Hamilton je tako došao do svoje druge pobjede ove sezone i 97. u Formuli 1. Time je ostao vodeći u vozačkom prvenstvu. Verstappen je završio na drugoj poziciji ispred Bottasa. Pérez je ostao četvrti ispred Norrisa, dok je Leclerc završio šesti. Dvojac iz Alpinea ostvario je odličan momčadski rezultat; Ocon je završio sedmi, a Alonso se probio do osmog mjesta. Ricciardo je završio kao deveti, a krug osvajača bodova zatvorio je Pierre Gasly u AlphaTauriju koji je u posljednjem krugu prestigao Sainza za posljednji bod na ovoj utrci.
| Poredak vozača nakon utrke | Poredak vozača nakon utrke | Poredak vozača nakon utrke |
| -------------------------- | -------------------------- | -------------------------- |
| 1.                         | Lewis Hamilton             | 69                         |
| 2.                         | Max Verstappen             | 61                         |
| 3.                         | Lando Norris               | 37                         |
| 4.                         | Valtteri Bottas            | 32                         |
| 5.                         | Charles Leclerc            | 28                         |

| Poredak konstruktora nakon utrke | Poredak konstruktora nakon utrke | Poredak konstruktora nakon utrke |
| -------------------------------- | -------------------------------- | -------------------------------- |
| 1.                               | Mercedes                         | 101                              |
| 2.                               | Red Bull-Honda                   | 83                               |
| 3.                               | McLaren-Mercedes                 | 53                               |
| 4.                               | Ferrari                          | 42                               |
| 5.                               | Alpine-Renault                   | 13                               |

### Velika nagrada Španjolske
Sezona je nastavljena u Španjolskoj u vikendu između 7. i 9. svibnja. Ranije u sezoni, staza Barcelona – Catalunya dobila je novi deseti zavoj, koji je bio sličan prijašnjoj inačici koja se koristila prije 2004., čime je staza izgubila jedan od najsporijih zavoja i postala još brža. Robert Kubica se vratio se u bolid Alfa Romea na prvom slobodnom treningu na kojem je zamijenio Kimija Räikkönena, a nastupao je i na testiranju Pirellijevih 18-inčnih guma u utorak i srijedu. Vozač Formule 2 za momčad DAMS - Roy Nissany, zamijenio je Georgea Russella na prvom slobodnom treningu u Williamsu.
Kvalifikacije
Lewis Hamilton osvojio je drugi pole position ove sezone i 100. u Formuli 1, a Max Verstappen i Valtteri Bottas zauzeli su drugo i treće mjesto. Ferrarijevi vozači zauzeli su četvrto i šesto mjesto, a Esteban Ocon se smjestio na peto mjesto. Daniel Ricciardo je bio brži vozač McLarena na sedmom mjestu ispred Sergija Péreza u Red Bullu i Landa Norrisa u drugom McLarenu, a Fernando Alonso je bio najsporiji u Q3 za Alpine. Lance Stroll je propustio ući u Q3 za Aston Martin, samo 0,008 sekundi iza Alonsa, a Pierre Gasly je bio još 0,008 sekundi sporiji od Strolla na 12. mjestu za AlphaTauri. Najveće iznenađenje bilo je ispadanje Yukija Tsunode u prvom dijelu kvalifikacija za 0,007 sekundi nakon pogreške u posljednjem brzom krugu, a Kimi Räikkönen također nije prošao u Q2 iako je na trećem treningu bio deveti najbrži.
Utrka
Max Verstappen je bolje startao od Lewisa Hamiltona i zauzeo unutarnju stranu na kočenju za prvi zavoj. Iako Nizozemac nije bio pokraj njega uoči kočenja, uspio je kasnije zakočiti i prestići ga, dok je Hamilton morao izbjegavati kontakt na rubu drugoga zavoja. Charles Leclerc je prestigao Valtterija Bottasa s vanjske strane trećega zavoja, a iako je Bottas ostao unutar jedne sekunde, ni uz pomoć DRS-a nije uspio prestići vozača Ferrarija u sljedeća 23 kruga. Odlično je startao i Daniel Ricciardo koji se sa sedmog mjesta probio na peto mjesto. Dva mjesta je napredovao i Sergio Pérez koji je zauzeo šesto mjesto. Esteban Ocon i Carlos Sainz su izgubili dvije pozicije i pali su na sedmo i osmo mjesto. Dok je Bottas zaglavio iza Ferrarija, vodeći dvojac je do sedmog kruga pobjegao od ostalih na skoro osam sekundi, a razlika između Verstappena i Hamiltona je bila oko sekundu i pol.
U 9. krugu Yuki Tsunoda je stao na stazi s vanjske strane desetoga zavoja zbog problema s pogonskom jedinicom, što je izazvalo izlazak sigurnosnoga automobila. Utrka je nastavljena u 11. krugu, u kojem je Lance Stroll prestigao Fernanda Alonsa na desetom mjestu, na kočenju za peti zavoj. Nekoliko trenutaka kasnije je stigla obavijest o kazni od pet sekundi za Pierrea Gaslyja zbog starta s pogrešne pozicije.
Bottas je prvi ušao u boks od vodećih vozača u 23. krugu i soft gume zamijenio mediumom, a vodeći Verstappen slijedio ga je krug kasnije i također zamijenio soft s medium komponentom. Leclerc je produljio svoju prvu dionicu na softu i u boks ušao u 29. krugu, baš kao i Hamilton koji je ostao pet krugova duže na stazi od Verstappena i vratio se oko šest sekundi iza njega. Iako je Hamilton za nekoliko krugova sustigao Verstappena i došao mu na manje od sekunde, ni uz pomoć DRS-a nije uspio zaprijetiti Nizozemcu te se Mercedes odlučio na promjenu taktike i u 42. krugu pozvao Hamiltona na drugu promjenu guma. Mercedes je Hamiltonu opet stavio medium gume, a svjetski prvak odmah je počeo nizati najbrže krugove i sustizati momčadskoga kolegu Bottasa koji mu nije olakšao posao, te ga je prestigao u 52. krugu na kočenju za deseti zavoj.
Hamilton je nastavio sustizati Verstappena kojega Red Bull nije pozvao drugi put u boks i u 59. krugu došao mu je na manje od sekunde, a na početku 60. kruga prestiže ga na kočenju za prvi zavoj i preuzima vodstvo na utrci. Red Bull je pozvao Verstappena u boks krug kasnije budući da je i Mercedes nekoliko krugova ranije pozvao Bottasa kako bi Finac odvozio najbrži krug. Verstappen je u 62. krugu postavio najbrži krug utrke na soft gumama i osvojio dodatan bod, a Hamilton je slavio s 15,8 sekundi prednosti ispred Nizozemca.
Bottas je završio treći u drugom Mercedesu ispred Leclerca u Ferrariju koji je imao usamljenu utrku na četvrtom mjestu, a peti je bio Pérez u drugom Red Bullu koji je u 47. krugu s vanjske strane prvog zavoja, prestigao Ricciarda za peto mjesto. Ricciardo je imao dobru utrku za McLaren na šestom mjestu ispred Sainza u Ferrariju i Landa Norrisa u drugom McLarenu, koji je bio prvi vozač koji je kasnio krug za pobjednikom. Ocon je završio deveti za Alpine nakon starta s petoga mjesta sa strategijom jednoga ulaska u boks. Gasly je osvojio posljednji bod na utrci za AlphaTauri, iako je dobio pet sekundi kazne zbog krivoga pozicioniranja bolida na startnom poretku, koju je odradio za vrijeme prve promjene guma. Stroll je završio 11. za Aston Martin, a Kimi Räikkönen je na 12. mjestu za Alfa Romeo razdvojio Strolla i Sebastiana Vettela. George Russell je završio 14. za Williams ispred Antonia Giovinazzija i Nicholasa Latifija, dok je Alonso završio tek 17. u drugom Alpineu ispred dva vozača Haasa koji su jedini kasnili dva kruga za pobjednikom.
| Poredak vozača nakon utrke | Poredak vozača nakon utrke | Poredak vozača nakon utrke |
| -------------------------- | -------------------------- | -------------------------- |
| 1.                         | Lewis Hamilton             | 94                         |
| 2.                         | Max Verstappen             | 80                         |
| 3.                         | Valtteri Bottas            | 47                         |
| 4.                         | Lando Norris               | 41                         |
| 5.                         | Charles Leclerc            | 40                         |

| Poredak konstruktora nakon utrke | Poredak konstruktora nakon utrke | Poredak konstruktora nakon utrke |
| -------------------------------- | -------------------------------- | -------------------------------- |
| 1.                               | Mercedes                         | 141                              |
| 2.                               | Red Bull-Honda                   | 112                              |
| 3.                               | McLaren-Mercedes                 | 65                               |
| 4.                               | Ferrari                          | 60                               |
| 5.                               | Alpine-Renault                   | 15                               |

### Velika nagrada Monaka
Pandemija koronavirusa je prošle sezone prisilila organizatore da odgode Veliku nagradu Monaka, koja tako nije bila kalendar Formule 1 prvi put od 1954., a nakon što je Australija odgodila svoju utrku s ožujka na studeni ove godine, postojala je mogućnost da i Monako odgodi ili otkaže svoju utrku za koju pripreme traju oko dva mjeseca. Ali lokalne vlasti u Monaku objavile su 17. veljače da će idući vikend započeti radovi na konstrukciji staze za ovogodišnju utrku.
McLaren je predstavio poseban dizajn svoga bolida za VN Monaka u suradnji sa sponzorom Gulf s kojim su započeli suradnju prošle godine, a s kojim su ranije ostvarivali uspjehe u Formuli 1 i na utrci 24 sata Le Mansa. Dizajn je uključivao svijetloplavu podlogu s narančastim površinama na prednjem i stražnjem krilu, gornjoj strani monokoka, bočnim stranicama i pokrovu motora, a isti dizajn nosili su i Daniel Ricciardo i Lando Norris na svojim trkaćim odjelima. Prema pravilima Međunarodne automobilističke federacije, momčadi tijekom sezone moraju koristiti približno isti dizajn bolida, ali manje promjene su dozvoljene poput posebnog izgleda bolida Red Bulla koji se u Monaku 2005. pojavio sa Star Wars dizajnom ili Ferrarijeve promjene u tamniju nijansu crvene na Velikoj nagradi Toskane 2020. s kojom su proslavili 1000. utrku u Formuli 1. Uoči utrke, Norris je potpisao novi višegodišnji ugovor s McLarenom.
| Poredak vozača nakon utrke | Poredak vozača nakon utrke | Poredak vozača nakon utrke |
| -------------------------- | -------------------------- | -------------------------- |
| 1.                         | Max Verstappen             | 105                        |
| 2.                         | Lewis Hamilton             | 101                        |
| 3.                         | Lando Norris               | 56                         |
| 4.                         | Valtteri Bottas            | 47                         |
| 5.                         | Sergio Pérez               | 44                         |

| Poredak konstruktora nakon utrke | Poredak konstruktora nakon utrke | Poredak konstruktora nakon utrke |
| -------------------------------- | -------------------------------- | -------------------------------- |
| 1.                               | Red Bull-Honda                   | 149                              |
| 2.                               | Mercedes                         | 148                              |
| 3.                               | McLaren-Mercedes                 | 80                               |
| 4.                               | Ferrari                          | 78                               |
| 5.                               | Aston Martin-Mercedes            | 19                               |

### Velika nagrada Azerbajdžana
| Poredak vozača nakon utrke | Poredak vozača nakon utrke | Poredak vozača nakon utrke |
| -------------------------- | -------------------------- | -------------------------- |
| 1.                         | Max Verstappen             | 105                        |
| 2.                         | Lewis Hamilton             | 101                        |
| 3.                         | Sergio Pérez               | 69                         |
| 4.                         | Lando Norris               | 66                         |
| 5.                         | Charles Leclerc            | 52                         |

| Poredak konstruktora nakon utrke | Poredak konstruktora nakon utrke | Poredak konstruktora nakon utrke |
| -------------------------------- | -------------------------------- | -------------------------------- |
| 1.                               | Red Bull-Honda                   | 174                              |
| 2.                               | Mercedes                         | 148                              |
| 3.                               | Ferrari                          | 94                               |
| 4.                               | McLaren-Mercedes                 | 92                               |
| 5.                               | AlphaTauri-Honda                 | 39                               |

### Velika nagrada Francuske
Staza Paul Ricard prošla je opsežan program obnavljanja i ponovnog profiliranja, gdje su izmjene napravljene na 70% staze duge 5,8 kilometara i kod svih 15 zavoja osim Signesa - brzog desnog zavoja broj 10. Najveća promjena napravljena je na zavoju broj 5, sporom desnom zavoju iz kojeg se ubrzava prema jednoj od najboljih prilika za pretjecanje u krugu. U zavoju je sada viši greben u sredini zbog odvodnje, koji vozačima predstavlja veći izazov jer leži točno na sredini trkaće linije. Zavoj broj 7 koji dovodi vozače na Mistral ravninu, sada ima progresivniji prijelaz. Nalazi se prije dugog ravnog dijela staze, pa će grip na tom zavoju biti ključan za brzinu kojom dolaze do zavoja broj 8 i pripremu za pretjecanje. Također, obnovljen je i ulaz u bokseve i uklonjene su neravnine sa staze.
| Poredak vozača nakon utrke | Poredak vozača nakon utrke | Poredak vozača nakon utrke |
| -------------------------- | -------------------------- | -------------------------- |
| 1.                         | Max Verstappen             | 131                        |
| 2.                         | Lewis Hamilton             | 119                        |
| 3.                         | Sergio Pérez               | 84                         |
| 4.                         | Lando Norris               | 76                         |
| 5.                         | Valtteri Bottas            | 59                         |

| Poredak konstruktora nakon utrke | Poredak konstruktora nakon utrke | Poredak konstruktora nakon utrke |
| -------------------------------- | -------------------------------- | -------------------------------- |
| 1.                               | Red Bull-Honda                   | 215                              |
| 2.                               | Mercedes                         | 178                              |
| 3.                               | McLaren-Mercedes                 | 110                              |
| 4.                               | Ferrari                          | 94                               |
| 5.                               | AlphaTauri-Honda                 | 45                               |

### Velika nagrada Štajerske
Velika nagrada Štajerske je trebala biti dio kalendara Formule 1 samo 2020., no 14. svibnja 2021. vodstvo Formule 1 potvrdilo je da će Velika nagrada Turske, koja je trebala zamijeniti Veliku nagradu Kanade, biti otkazana i da će ju zamijeniti još jedna utrka u Austriji kako bi broj utrka u ovogodišnjem kalendaru ostao na broju 23.
Kvalifikacije
Nakon što je Max Verstappen bio najbrži na prva dva treninga u petak, a Lewis Hamilton najbrži na trećem treningu u subotu ujutro, Verstappen je u kvalifikacijama 26. lipnja osvojio drugi uzastopni pole position i treći ove sezone ispred dvaju vozača Mercedesa. Četvrto mjesto osvojio je Lando Norris, dok je Sergio Pérez bio peti u drugom Red Bullu. Pierre Gasly je završio šesti za AlphaTauri koji je u Austriji s oba bolida prošao u Q3. Charles Leclerc je bio sedmi za Ferrari nakon što Carlos Sainz nije prošao u Q3, a osmi je završio Yuki Tsunoda u drugom AlphaTauriju. Fernando Alonso se uspio plasirati u Q3 za Alpine gdje je završio deveti, za razliku od Estebana Ocona koji je ispao u Q1. Lance Stroll je pobijedio Sebastiana Vettela i završio deseti za Aston Martin. George Russell je završio 11. najbrži za Williams, a Sainz u Ferrariju i Daniel Ricciardo u McLarenu završili su na razočaravajućem 12. i 13. mjestu.
Još prije kvalifikacija, Valtteri Bottas je dobio tri mjesta kazne zbog incidenta u boksu za vrijeme drugoga slobodnog treninga, kada je finski vozač izgubio kontrolu nad svojim Mercedesom dok je ubrzavao nakon promjene guma. Bottas se izvrtio prilikom kretanja sa svoje pozicije u boksu nakon što mu je momčad soft gume zamijenila hardom, a pritom je skoro pogodio McLarenov zid u boksu gdje su stali njihovi inženjeri. Tsunoda je dobio tri mjesta kazne na startu VN Štajerske zbog ometanja Bottasa u posljednjem dijelu kvalifikacija, nakon što je izjednačio svoj najbolji kvalifikacijski rezultat iz Azerbajdžana. Japanac je nakon kvalifikacija rekao da mu momčad nije rekla na vrijeme da Bottas dolazi, a osim tri mjesta kazne dobio je i jedan kazneni bod.
Utrka
Max Verstappen je uvjerljivo poveo s pole positiona na medium gumama, a svoje pozicije zadržali su i Lewis Hamilton, Lando Norris, Sergio Pérez i Valtteri Bottas. Charles Leclerc je na putu prema trećem zavoju prednjim krilom probušio stražnju lijevu gumu Pierrea Gaslyja, nakon čega je Francuz teško upravljao bolidom i uzrokovao nekoliko sudara, u kojem su lakše posljedice pretrpjeli Antonio Giovinazzi i Nicholas Latifi. Gasly je na kraju prvoga kruga ušao u boks, a momčad je utvrdila da Francuz zbog oštećenja ovjesa neće moći nastaviti utrku. Leclerc je na kraju kruga morao u boks, te je pao na samo začelje.
U 10. krugu Pérez je pretekao Norrisa na trećem mjestu, a u sljedećem krugu McLarenovog vozača prolazi i Bottas. U McLarenu su nakratko imali probleme s motorom jer je i nekoliko krugova prije toga Daniel Ricciardo prijavio nedostatak snage. Verstappen je na vrhu napravio gotovo tri sekunde prednosti pred Hamiltonom i 13 sekundi pred trećeplasiranim Pérezom.
Nikita Mazepin je započeo seriju ulazaka u bokseve u 23. krugu kada je medium zamijenio hardom, a Pérez je bio idući u 27. krugu kada je soft gume zamijenio hardom nakon problema s pričvršćivanjem stražnje lijeve gume. Mercedes je reagirao na Red Bullovo pozivanje Péreza i pozvao Bottasa koji je izašao sekundu ispred njega zahvaljujući bržoj promjeni guma, a Hamilton je u boks ušao u 29. krugu i medium zamijenio hardom. Verstappen je svoju promjenu guma obavio krug kasnije i vratio se u sigurno vodstvo ispred Hamiltona. Williamsov George Russell se do boksa držao na izvrsnoj osmoj poziciji, ali je nešto pošlo po krivu i prolazak kroz boks je trajao iznimno dugo, a u nastavku utrke Russell je opet pozvan u boks, te tako završio svoju utrku.
Verstappen je u drugoj dionici utrke na hard gumama nastavio povećavati svoju prednost, koja je na kraju utrke iznosila 35,7 sekundi nakon što je Hamilton u 70. krugu ušao u boks po soft gume kako bi odvozio najbrži krug, u čemu je i uspio. Nizozemac je stigao do svoje 14. pobjede u Formuli 1, te dodatno povećao prednost u ukupnom poretku vozača ispred Hamiltona.
Bottas je uspio pobijediti Péreza u borbi za treće mjestu s krug kasnijim ulaskom u boks, zahvaljujući problemu prilikom promjene Pérezove stražnje lijeve gume koja je promjenu produljila na 4,8 sekundi u odnosu na 2,6 sa za Bottasa, a Pérez je kasnije drugi put ušao u boks i sustigao Bottasa u posljednjem krugu, bez šanse za napad. Norris je odvozio čak 32 kruga na soft gumama, više od većine vozača na mediumu, te na kraju osvojio peto mjesto, s krugom zaostatka za Verstappenom.
Ferrari je imao puno bolju utrku nego prije tjedan dana u Francuskoj, te je Carlos Sainz, koji je startao s 12. mjesta na medium gumama i na njima odvozio 41 krug, završio šesti ispred Leclerca koji je u prvom krugu morao na promjenu prednjega krila i soft zamijenio hardom, a utrku je završio na medium gumama, 12,5 sekundi iza momčadskoga kolege. Lance Stroll je imao dobru utrku za Aston Martin koju je završio ispred Fernanda Alonsa u Alpineu, s manje od sekunde prednosti, a Yuki Tsunoda je treći put ove godine završio među osvajačima bodova na desetom mjestu za AlphaTauri. Kimi Räikkönen je bio jedini vozač koji je utrku startao na hard gumama s 18. mjesta, na kojima je odvozio 36 krugova, a zatim je prešao na medium i završio na 11. mjestu za Alfa Romeo, 2,4 sekundi iza Tsunode.
| Poredak vozača nakon utrke | Poredak vozača nakon utrke | Poredak vozača nakon utrke |
| -------------------------- | -------------------------- | -------------------------- |
| 1.                         | Max Verstappen             | 156                        |
| 2.                         | Lewis Hamilton             | 138                        |
| 3.                         | Sergio Pérez               | 96                         |
| 4.                         | Lando Norris               | 86                         |
| 5.                         | Valtteri Bottas            | 74                         |

| Poredak konstruktora nakon utrke | Poredak konstruktora nakon utrke | Poredak konstruktora nakon utrke |
| -------------------------------- | -------------------------------- | -------------------------------- |
| 1.                               | Red Bull-Honda                   | 252                              |
| 2.                               | Mercedes                         | 212                              |
| 3.                               | McLaren-Mercedes                 | 120                              |
| 4.                               | Ferrari                          | 108                              |
| 5.                               | AlphaTauri-Honda                 | 46                               |

### Velika nagrada Austrije
Jednako kao i 2020., staza Red Bull Ring bila je domaćin dvije Velike nagrade u Formuli 1, no ovoga puta obrnutim redoslijedom. Nakon Štajerske, uslijedila je utrka u Austriji. Uoči kvalifikacija u subotu 3. srpnja, stigla je vijest da je sedmerostruki svjetski prvak Lewis Hamilton, potpisao novi dvogodišnji ugovor s Mercedesovom momčadi. Alpineov junior i u tom trenutku vodeći vozač FIA Formula 2 prvenstva Guanyu Zhou, debitirao je na službenom Formula 1 vikendu u Austriji, gdje je na prvom slobodnom treningu zamijenio dvostrukoga svjetskog prvaka Fernanda Alonsa.
Kvalifikacije
Nakon što je Max Verstappen u Red Bull-Hondi bio najbrži na prvom i trećem slobodnom treningu, a Lewis Hamilton u Mercedesu na drugom slobodnom treningu, Verstappen je i u subotu na kvalifikacijama osigurao treći uzastopni pole position, ispred drugoplasiranog Landa Norrisa u McLaren-Mercedesu za 0,048 sekunde. Verstappenov momčadski kolega Sergio Pérez je osvojio treće mjesto s 0,270 sekundi zaostatka, dok su Hamilton i Valtteri Bottas bili četvrti i peti. Odličan nastup imao je AlphaTauri, čiji su vozači Pierre Gasly i Yuki Tsunoda zauzeli šesto i sedmo mjesto. George Russell je prvi puta ušao u Q3 u Williamsu i plasirao se na deveto mjesto, te tako razdvojio vozače Aston Martina, Sebastiana Vettela i Lancea Strolla. Carlos Sainz je pobijedio Charlesa Leclerca na 11. i 12. mjestu za Ferrari koji ni s jednim vozačem nije prošao u Q3, nakon što su posljednje krugove vozili na medium gumama, dok je Daniel Ricciardo još jednom razočarao na 13. mjestu za McLaren, tri desetinke iza Norrisa koji je bio peti u Q2. Fernando Alonso također nije prošao u Q3, te je završio tek na 14. mjestu, nakon što mu je u posljednjem brzom krugu zasmetao Vettel u Aston Martinu. Nakon utrke, Vettel je dobio tri mjesta kazne na startu, jer je zasmetao Alonsu u njegovu brzom krugu u drugom dijelu kvalifikacija koji se spremao proći posljednja dva zavoja na stazi, a dodao je da se vozači nisu držali dogovora oko mjesta na kojem će usporavati uoči početka brzih krugova. Zbog toga je Nijemac startao s jedanaestog mjesta, umjesto s osmog.
Utrka
Od vozača koji su prošli u Q3, dva Mercedesa, dva Red Bulla, Lando Norris i George Russell utrku su startali na medium gumama, a od vozača koji su imali slobodu odabira guma za start utrke svi su odabrali medium, osim Carlosa Sainza u Ferrariju i Kimija Räikkönena u Alfa Romeu koji su se odlučili za hard.
Max Verstappen je dobro startao s pole positiona, a iako je Norris startao još malo bolje, nije ga mogao napasti uoči prvoga zavoja. Prvih pet vozača na startu zadržalo je pozicije nakon prvih zavoja. Esteban Ocon u Alpine-Renaultu je odustao već u prvom krugu nakon što je zaglavio između dva vozača Haasa koji su ga stisnuli i slomili prednji desni ovjes, što je uzrokovalo izlazak sigurnosnoga automobila.
Verstappen je poveo vozače u nastavak utrke u četvrtom krugu te je opet zadržao vodstvo, a njegov momčadski kolega, trećeplasirani Sergio Pérez, pokušao je napasti Norrisa u petom krugu s vanjske strane četvrtoga zavoja. Meksikanac nije imao dovoljno mjesta s vanjske strane te je izletio u šljunak i pao na deseto mjesto, a Norris je kasnije dobio pet sekundi kazne za taj incident. Lewis Hamilton je u 20. krugu prestigao Norrisa s unutarnje strane uoči četvrtoga zavoja, nakon što je Norris branio unutarnju stranu u trećem zavoju i imao lošiji izlaz iz zavoja od Hamiltona.
Hamilton, Valtteri Bottas i Norris prvi su od vodećih vozača ušli u boks na kraju 31. kruga i medium gume zamijenili hardom, a Verstappen je isto učinio krug kasnije i vratio se 13 sekundi ispred Hamiltona. Norris je kroz boks izgubio poziciju od Bottasa, iako je ušao u istom krugu kad i Finac, jer je morao odslužiti pet sekundi kazne prije nego što su njegovi mehaničari mogli krenuti mijenjati gume. Pérez je svoju promjenu guma obavio još krug kasnije i vratio se iza Daniela Ricciarda u McLaren-Mercedesu koji je bio ispred njega i prije promjena guma. Charles Leclerc je svoju promjenu guma s medium na hard obavio u 35. krugu i vratio se na deseto mjesto iza Péreza, a u dvoboju Leclerca i Péreza, Meksikanac je dobio pet sekundi kazne jer nije ostavio dovoljno mjesta s vanjske strane četvrtoga zavoja. Sainz je posljednji ušao u boks nakon 48 krugova na hardu, uzeo novi set mediuma, te se vratio na deveto mjesto iza Yukija Tsunode kojega je ubrzo prestigao i došao na osmo mjesto iza momčadskoga kolege Leclerca.
Pérez je ubrzo dobio još jednu kaznu od pet sekundi kazne jer opet nije ostavio mjesta Leclercu, ovoga puta s vanjske strane šestoga zavoja, ali tri kruga kasnije prestigao je Ricciarda za peto mjesto. Hamilton je u nastavku utrke teško oštetio svoju podnicu na jednom od rubnika na Red Bull Ringu, zbog čega je izgubio puno performansi. Kao posljedicu toga, Norris je prestigao Hamiltona s unutarnje strane šestoga zavoja u 54. krugu, nakon što je Hamilton prethodno izgubio mjesto i od momčadskoga kolege Bottasa, a aktualni svjetski prvak je nakon svega još jednom ušao u boks kako bi uzeo novi set hard guma i vratio se na četvrto mjesto iza Verstappena, Bottasa i Norrisa.
Verstappen je na kraju 60. kruga drugi puta ušao u boks i uzeo novi set hard guma, te se vratio na prvo mjesto, devet sekundi iza Bottasa, a u 62. krugu Nizozemac vozi najbrži krug utrke od 1 minute i 6,200 sekundi. Leclerc je pustio Sainza jer je Španjolac imao 11 krugova novije gume, što je Sainz iskoristio prestigavši Ricciarda, a na kraju je završio ispred Péreza kojem je dodano deset sekundi kazne na vrijeme utrke. Verstappen je uvjerljivo slavio s 18 sekundi prednosti ispred Bottasa i 20 sekundi ispred Norrisa, a Hamilton je bio tek četvrti zbog čega je Verstappen povećao svoju prednost u poretku vozača s 18 na 32 boda.
Iako je ciljem prošao kao šestoplasirani, Sainz je završio peti zbog Pérezove kazne koji je osvojio osam bodova za šesto mjesto i pomogao Red Bullu da poveća svoju prednost ispred Mercedesa na 44 boda. Ricciardo je imao dobru utrku za McLaren u kojoj se branio od Péreza i vozača Ferrarija, a na kraju je završio sedmi ispred Leclerca u Ferrariju.
Pierre Gasly je u boks ušao već u 16. krugu jer je startao na softu pa je zbog potrošnje guma morao još jednom u boks po hard gume, 26 krugova prije kraja, te je završio deveti za AlphaTauri. Fernando Alonso je osvojio posljednji bod na utrci prestigavši Russella u Williamsu s vanjske strane četvrtoga zavoja, dva kruga prije kraja. Tsunoda je nakon starta sa sedmoga mjesta završio tek 12. u drugom AlphaTauriju. Japanac je startao na softu i vrlo rano ušao po novi set harda u 15. krugu, dok je 19 krugova prije kraja morao još jednom po hard gume. Tsunoda je dobio i dvije kazne po pet sekundi zbog dva prelaska preko bijele linije na ulasku u boks. Lance Stroll u Aston Martinu također nije imao dobru utrku iako je startao deveti, ali start na soft gumama, koji je bio cijena prolaska u Q3, bio je zaslužan za njegov pad te je završio 13. ispred Antonija Giovinazzija u Alfa Romeu. Nicholas Latifi je završio 15. ispred Räikkönena u Alfa Romeu i Sebastiana Vettela u Aston Martinu, a Mick Schumacher je opet pobijedio Nikitu Mazepina u dvoboju začelja u Haasu.
| Poredak vozača nakon utrke | Poredak vozača nakon utrke | Poredak vozača nakon utrke |
| -------------------------- | -------------------------- | -------------------------- |
| 1.                         | Max Verstappen             | 182                        |
| 2.                         | Lewis Hamilton             | 150                        |
| 3.                         | Sergio Pérez               | 104                        |
| 4.                         | Lando Norris               | 101                        |
| 5.                         | Valtteri Bottas            | 92                         |

| Poredak konstruktora nakon utrke | Poredak konstruktora nakon utrke | Poredak konstruktora nakon utrke |
| -------------------------------- | -------------------------------- | -------------------------------- |
| 1.                               | Red Bull-Honda                   | 286                              |
| 2.                               | Mercedes                         | 242                              |
| 3.                               | McLaren-Mercedes                 | 141                              |
| 4.                               | Ferrari                          | 122                              |
| 5.                               | AlphaTauri-Honda                 | 48                               |

### Velika nagrada Velike Britanije
Dana 26. travnja, službeno je potvrđeno ono o čemu se mjesecima špekuliralo, da će format sprint kvalifikacija biti testiran ove sezone na tri trkaća vikenda. Na zakazanom sastanak komisije Formule 1, kao točka dnevnog reda bilo je glasanje o održavanju sprint kvalifikacija. Da bi to bilo potvrđeno, bila je potrebna “super većina”, a to je 28 od 30 glasova gdje svaka momčad ima po jedan glas, dok FIA i vlasnici prava Formule 1 imaju po 10 glasova svako. Izglasano je da bi se sprint kvalifikacije isprobale na Silverstoneu, Monzi te Interlagosu u duljini od 100 km.
Kvalifikacije
Lewis Hamilton odvozio je najbrže vrijeme u kvalifikacijama za sprint kvalifikacije, dok je Max Verstappen završio na drugom mjestu. Valtteri Bottas je završio treći najbrži u drugom Mercedesu, manje od dvije desetinke iza momčadskoga kolege, a Charles Leclerc je uspio pobijediti Sergija Péreza u drugom Red Bullu. Lando Norris i Daniel Ricciardo zauzeli su šestu i sedmu poziciju za McLaren, a George Russell je osvojio osmo mjesto na svojoj domaćoj stazi. Carlos Sainz je bio dvije desetinke sporiji od momčadskoga kolege Leclerca, a to je rezultiralo s čak pet pozicija lošijim rezultatom. Sebastian Vettel je bio deseti najbrži, nakon što se njegov momčadski kolega Lance Stroll u Aston Martinu nije uspio plasirati u završnu kvalifikacijsku rundu.
Sprint kvalifikacije
Na startu prvih sprint kvalifikacija u povijesti Formule 1 16. srpnja, Max Verstappen je odlično startao s drugoga mjesta i prestigao Lewisa Hamiltona do prvoga zavoja, dok Valtteri Bottas nije uspio iskoristiti soft gume te je zadržao treće mjesto. Fernando Alonso je bio najveći dobitnik prvoga kruga, budući da je sjajno startao s 11. mjesta, te se probio do petoga mjesta iza Verstappena, Hamiltona, Bottasa i Charlesa Leclerca. Sergio Pérez je izgubio dva mjesta u odnosu na start, nakon što su ga prestigli Lando Norris i Alonso, a najveći je gubitnik bio Carlos Sainz koji je pao na 15. mjesto nakon kontakta s Georgeom Russellom. Norris je pritiskao Alonsa, dok je Pérez pratio Norrisa, ali je Meksikanac u šestom krugu izgubio kontrolu nad stražnjim krajem na izlasku na Hangar pravac i pao na pretposljednje mjesto. Norris je u istom krugu uspio prestići Alonsa i zauzeti peto mjesto za McLaren zahvaljujući izuzetno kasnom kočenju u trećem zavoju. Verstappen je na početku devetoga kruga imao dvije sekunde prednosti ispred Hamiltona, nakon što je u prethodnom krugu odvozio najbrži krug utrke, a Daniel Ricciardo je uspio prestići Alonsa s unutarnje strane četvrtoga zavoja. Verstappen je uvjerljivo slavio s dvije sekunde prednosti ispred Hamiltona i osvojio pole position za Veliku nagradu Velike Britanije, a Bottas je završio na trećem mjestu na kojem je i startao sprint kvalifikacije. To su bili ujedno i jedini osvajači bodova na današnjim sprint kvalifikacijama – Verstappen je osvojio tri, Hamilton dva, a Bottas jedan bod. Nakon utrke, Russell je dobio tri mjesta kazne zbog incidenta sa Sainzom, dok su Sebastian Vettel i Esteban Ocon uzeli treće primjerke motora s unutarnjim izgaranjem, a vozači Ferrarija i Alfa Romea nove ispušne sustave.
Utrka
| Poredak vozača nakon utrke | Poredak vozača nakon utrke | Poredak vozača nakon utrke |
| -------------------------- | -------------------------- | -------------------------- |
| 1.                         | Max Verstappen             | 185                        |
| 2.                         | Lewis Hamilton             | 177                        |
| 3.                         | Lando Norris               | 113                        |
| 4.                         | Valtteri Bottas            | 108                        |
| 5.                         | Sergio Pérez               | 104                        |

| Poredak konstruktora nakon utrke | Poredak konstruktora nakon utrke | Poredak konstruktora nakon utrke |
| -------------------------------- | -------------------------------- | -------------------------------- |
| 1.                               | Red Bull-Honda                   | 289                              |
| 2.                               | Mercedes                         | 285                              |
| 3.                               | McLaren-Mercedes                 | 163                              |
| 3.                               | Ferrari                          | 148                              |
| 5.                               | AlphaTauri-Honda                 | 49                               |

### Velika nagrada Mađarske
| Poredak vozača nakon utrke | Poredak vozača nakon utrke | Poredak vozača nakon utrke |
| -------------------------- | -------------------------- | -------------------------- |
| 1.                         | Lewis Hamilton             | 192                        |
| 2.                         | Max Verstappen             | 186                        |
| 3.                         | Lando Norris               | 113                        |
| 4.                         | Valtteri Bottas            | 108                        |
| 5.                         | Sergio Pérez               | 104                        |

| Poredak konstruktora nakon utrke | Poredak konstruktora nakon utrke | Poredak konstruktora nakon utrke |
| -------------------------------- | -------------------------------- | -------------------------------- |
| 1.                               | Mercedes                         | 300                              |
| 2.                               | Red Bull-Honda                   | 290                              |
| 3.                               | McLaren-Mercedes                 | 163                              |
| 4.                               | Ferrari                          | 160                              |
| 5.                               | Alpine-Renault                   | 75                               |

### Velika nagrada Belgije
| Poredak vozača nakon utrke | Poredak vozača nakon utrke | Poredak vozača nakon utrke |
| -------------------------- | -------------------------- | -------------------------- |
| 1.                         | Lewis Hamilton             | 202,5                      |
| 2.                         | Max Verstappen             | 199,5                      |
| 3.                         | Lando Norris               | 113                        |
| 4.                         | Valtteri Bottas            | 108                        |
| 5.                         | Sergio Pérez               | 104                        |

| Poredak konstruktora nakon utrke | Poredak konstruktora nakon utrke | Poredak konstruktora nakon utrke |
| -------------------------------- | -------------------------------- | -------------------------------- |
| 1.                               | Mercedes                         | 310,5                            |
| 2.                               | Red Bull-Honda                   | 303,5                            |
| 3.                               | McLaren-Mercedes                 | 169                              |
| 4.                               | Ferrari                          | 165,5                            |
| 5.                               | Alpine-Renault                   | 80                               |

### Velika nagrada Nizozemske
| Poredak vozača nakon utrke | Poredak vozača nakon utrke | Poredak vozača nakon utrke |
| -------------------------- | -------------------------- | -------------------------- |
| 1.                         | Max Verstappen             | 224,5                      |
| 2.                         | Lewis Hamilton             | 221,5                      |
| 3.                         | Valtteri Bottas            | 123                        |
| 4.                         | Lando Norris               | 114                        |
| 5.                         | Sergio Pérez               | 108                        |

| Poredak konstruktora nakon utrke | Poredak konstruktora nakon utrke | Poredak konstruktora nakon utrke |
| -------------------------------- | -------------------------------- | -------------------------------- |
| 1.                               | Mercedes                         | 344,5                            |
| 2.                               | Red Bull-Honda                   | 332,5                            |
| 3.                               | Ferrari                          | 181,5                            |
| 4.                               | McLaren-Mercedes                 | 170                              |
| 5.                               | Alpine-Renault                   | 90                               |

### Velika nagrada Italije
| Poredak vozača nakon utrke | Poredak vozača nakon utrke | Poredak vozača nakon utrke |
| -------------------------- | -------------------------- | -------------------------- |
| 1.                         | Max Verstappen             | 226,5                      |
| 2.                         | Lewis Hamilton             | 221,5                      |
| 3.                         | Valtteri Bottas            | 141                        |
| 4.                         | Lando Norris               | 132                        |
| 5.                         | Sergio Pérez               | 118                        |

| Poredak konstruktora nakon utrke | Poredak konstruktora nakon utrke | Poredak konstruktora nakon utrke |
| -------------------------------- | -------------------------------- | -------------------------------- |
| 1.                               | Mercedes                         | 362,5                            |
| 2.                               | Red Bull-Honda                   | 344,5                            |
| 3.                               | McLaren-Mercedes                 | 215                              |
| 4.                               | Ferrari                          | 201,5                            |
| 5.                               | Alpine-Renault                   | 95                               |

### Velika nagrada Rusije
Nakon dva tjedna pauze, uslijedila je petnaesta utrka Svjetskog prvenstva Formule 1 za Veliku nagradu Rusije, koja se vozila na stazi Soči u vikendu između 24. i 26. rujna. Ferrari je na utrku donio nove specifikacije hibridnih elemenata svoje pogonske jedinice, koje je koristio samo Charles Leclerc. Iako su nove specifikacije hibridnih elemenata razvijane za 2022., Ferrari je htio steći iskustvo testiranja. Leclerc je zbog toga startao sa začelja. Još jedan vozač koji je startao sa začelja, bio je Max Verstappen. Budući da mu je sigurno trebao četvrti motor, nakon što je oštetio i izgubio motor iz Silverstonea nakon sudara s Lewisom Hamiltonom, Red Bull mu je odlučio dati novu četvrtu Hondinu pogonsku jedinicu u Sočiju. Haas je potvrdio da će i 2022. nastaviti s istom vozačkom postavom, koju su činili Mick Schumacher i Nikita Mazepin.
Kvalifikacije
Valtteri Bottas u Mercedesu je ostvario najbrža vremena na prva dva treninga u petak, dok je treći trening u subotu ujutro bio otkazan zbog kiše. Zbog kiše je otkazana i druga sprint utrka Formule 3, dok je prva sprint utrka Formule 2 odgođena za popodnevni termin.
Lando Norris u McLarenu je stigao do svog prvog pole positiona u Formuli 1, a svojoj momčadi je donio prvi pole positiona nakon Lewisa Hamiltona u kvalifikacijama za Veliku nagradu Brazila 2012. U trećem dijelu kvalifikacija, vozači su krenuli na stazu na intermediate gumama iako se jasno počela formirati suha linija, a Hamilton je postavio najbrže vrijeme od 1 minute i 44,050 sekunde. Kako se staza ubrzano sušila, vozači su odlučili pokušati na gumama za suho, te su za druge pokušaje svi stavili nove setove soft guma. Hamilton je udario u zid na ulazu u boks po soft gume, ali je uspio nastaviti, iako na kraju nije uspio zagrijati gume te nije popravio vrijeme. Carlos Sainz u Ferrariju i George Russell u Williamsu, uspjeli su skinuti Hamiltonovo vrijeme, te zauzeti drugu i treću poziciju. Hamilton je završio četvrti ispred Daniela Ricciarda u McLarenu, Fernanda Alonsa u Alpineu i momčadskog kolege Bottasa, dok je Lance Stroll bio osmi za Aston Martin. Sergio Pérez je bio tek deveti najbrži za Red Bull ispred Estebana Ocona koji je bio najsporiji u Q3. Nakon kvalifikacija, Bottas je dobio nove elemente pogonske jedinice, što mu je donijelo kaznu na startu utkre, koju je startao sa 17. mjesta nakon što je u kvalifikacijama bio sedmi.
Utrka
Mogućnost za kišu uoči starta utrke je bila 70%, ali sam start i većina utrke su bili odrađeni u suhim uvjetima. Većina vozača je startala na medium komponenti, a na začelju se startalo na hardu.
Lando Norris u McLarenu je dobro startao s pole positiona, dok se Ferrarijev Carlos Sainz našao pod prijetnjom George Russell u Williamsu, ali uhvatio je zavjetrinu iza Norrisa i prestigao ga s vanjske strane dok je Norris blokirao Mercedesovog Lewisa Hamiltona na unutarnjoj strani. Sainz je preuzeo vodstvo i zadržao ga nakon prve zone kočenja ispred Norrisa i Russella, dok je Lance Stroll u Aston Martinu sjajno startao sa sedmoga mjesta i probio se na četvrto. McLarenov Daniel Ricciardo je također jako dobro startao i probio se na peto mjesto ispred Fernanda Alonsa u Alpineu, koji je prerezao drugi zavoj i vratio se na stazu na propisan način, a Hamilton je u prvom krugu bio tek sedmi.
Hamilton je prestigao Alonsa u drugom krugu za 6. mjesto nakon paralelnoga prolaska kroz treći zavoj i kasnoga kočenja s unutarnje strane četvrtoga zavoja, a ubrzo se približio i Ricciardu u borbi za 5. mjesto. Ferrarijev Charles Leclerc je najbolje startao od vozača sa začelja poretka i probio se s 19. na 12. mjesto nakon prvoga kruga, a Max Verstappen u Red Bullu je prestigao Valtterija Bottasa u četvrtom zavoju sedmoga kruga za 14. mjesto. Verstappen je krug kasnije prestigao i Pierre Gaslyja u AlphaTauriju i došao na 13. mjesto iza Leclerca kojega je prestigao u desetom krugu.
Poredak u 11. krugu je izgledao: 1. Sainz, 2. Norris (+ 1,660 s), 3. Russell (+ 6,818 s), 4. Stroll (+ 7,722 s), 5. Ricciardo (+ 8,527 s), 6. Hamilton (+ 9,428 s), 7. Pérez (+ 10,035 s), 8. Alonso (+ 12,580 s), 9. Ocon (+ 14,597 s), 10. Räikkönen (+ 15,906 s).
Sainz je držao vodstvo ispred Norrisa dovoljno da bude izvan dosega DRS-a. Stroll je prvi ušao u boks u 13. krugu i medium gume zamijenio hardom, te vratio se na 15. mjesto, 12 sekundi iza Bottasa. Norris je u istom krugu prestigao Sainza za vodstvo na kočenju za 13. zavoj. Williams je reagirao na Aston Martinovo pozivanje Strolla u boks, te krug kasnije zvao Russella, ali Britanac je izgubio poziciju kroz boks. Verstappen se probio do desetoga mjesta prestigavši Sebastiana Vettela na kočenju za četvrti zavoj, a Sainz u 15. krugu ulazi u boks s drugoga mjesta i uz nešto sporiju promjenu guma vraća se na 13. mjesto ispred Strolla.
McLaren je u tom trenutku imao Norrisa i Ricciarda na vodeće dvije pozicije ispred Hamiltona, Péreza i Alonsa koji još nisu bili u boksu.
Verstappen se probio na šesto mjesto iza Alonsa kojega nije uspio prestići nekoliko krugova, a Ricciardo je u boksu medium gume zamijenio hardom uz probleme s prednjim desnim kotačem i vratio se na 14. mjesto. Hamilton je u boks ušao u 27. krugu i medium zamijenio hardom vrativši se na deveto mjesto, dok ga je Verstappen slijedio i hard zamijenio mediumom nakon čega je bio dvanaesti. Vodeći Norris u boks ulazi u 28. krugu, te se vraća na četvrto mjesto iza Péreza, Alonsa i Leclerca koji još nisu bili u boksu nakon starta na hard gumama.
Hamilton je na svježijim gumama pretekao prvo Strolla, a u 30. krugu Sainza i Gaslyja za peto mjesto nakon čega je bio osam sekundi iza Norrisa.
Norris u 34. krugu prestiže Leclerca koji nije još bio u boksu i dolazi na treće mjesto, a Hamilton je to učinio krug kasnije nakon čega je Leclerc ušao u boks po nove medium gume. Alonso je na deset krugova novijim gumama prestigao Verstappena za šesto mjesto u 38. krugu. Pérez je imao sporu promjenu guma od 8,9 sekundi i vratio se na peto mjesto iza Ricciarda, dok je Hamilton sustigao Norrisa i u 40. krugu bio na manje od dvije sekunde iza njega.
Poredak u 45. krugu je izgledao: 1. Norris, 2. Hamilton (+ 1,345 s), 3. Sainz (+ 35,604 s), 4. Pérez (+ 38,507 s), 5. Ricciardo (+ 40,772 s), 6. Alonso (+ 41,964 s), 7. Verstappen (+ 44,893 s), 8. Leclerc (+ 49,562 s), 9. Stroll (+ 54,041 s), 10. Russell (+ 57,911 s).
Kiša je počela padati u 46. krugu, a prvi su u boks ušli vozači na nižim pozicijama koji su imali manje za izgubiti – Mazepin (19.) je ušao u 46. krugu, a krug kasnije Russell (10.), Raikkonen (13.), Bottas (14.) i Tsunoda (17.). Nikita Mazepin, Russell, Räikkönen i Bottas stavili su intermediate gume, dok je Yuki Tsunoda dobio nove soft gume, u nadi da će kiša prestati pa bi vruće soft gume bile velika prednost. No kiša je bila sve jača, pa su u 48. krugu ušli Verstappen, Sainz, Ricciardo, Stroll, a u 49. krugu ulaze Hamilton i Tsunoda koji je odustao od ideje vožnje na soft gumama. Alonso, Pérez, Vettel, Gasly, Ocon i Antonio Giovinazzi gume su zamijenili u 50. krugu, a samo Norris i Leclerc u 51. krugu što su platili dramatičnim padom u poretku.
Norris je odluka ostanka na stazi na gumama za suho skupo stajala, jer je prvo izgubio vodstvo od Hamiltona u 51. krugu nakon što je kiša pojačala, a nakon promjene guma vratio se tek na osmo mjesto, prestigao Räikkönena i završio sedmi. Hamilton je pobijedio prvi puta nakon Silverstonea i ostvario 100. pobjedu u Formuli 1 čime je postao prvi i jedini vozač koji je ostvario troznamenkasti broj pobjeda u povijesti Formule 1.
Verstappen je iskoristio rani prelazak na intermediate gume te završio na drugom mjestu, dok je Sainz završio treći što mu je bilo treće postolje ove sezone nakon Monaka i Mađarske. Ricciardo je završio četvrti ispred Bottasa i Alonsa, dok je Räikkönen je treći puta ove sezone osvojio bodove na osmom mjestu. Krug osvajača bodova zatvorili su Pérez i Russell. Stroll je završio tek 11. nakon vrlo dobre utrke koju je većinom proveo u krugu osvajača bodova, a Vettel je završio 12. nakon kontakta s momčadskim kolegom koji ga je gurnuo prema zidu u završnici utrke. Gasly je bio 13. ispred Ocona i Leclerca koji je ostao predugo na stazi na gumama za suho. Mick Schumacher je bio jedini vozač koji nije završio utrku, budući da je Nicholas Latifi klasificiran jer je odvozio više od 90% utrke.
| Poredak vozača nakon utrke | Poredak vozača nakon utrke | Poredak vozača nakon utrke |
| -------------------------- | -------------------------- | -------------------------- |
| 1.                         | Lewis Hamilton             | 246,5                      |
| 2.                         | Max Verstappen             | 244,5                      |
| 3.                         | Valtteri Bottas            | 151                        |
| 4.                         | Lando Norris               | 139                        |
| 5.                         | Sergio Pérez               | 120                        |

| Poredak konstruktora nakon utrke | Poredak konstruktora nakon utrke | Poredak konstruktora nakon utrke |
| -------------------------------- | -------------------------------- | -------------------------------- |
| 1.                               | Mercedes                         | 397,5                            |
| 2.                               | Red Bull-Honda                   | 364,5                            |
| 3.                               | McLaren-Mercedes                 | 234                              |
| 4.                               | Ferrari                          | 216,5                            |
| 5.                               | Alpine-Renault                   | 103                              |

### Velika nagrada Turske
| Poredak vozača nakon utrke | Poredak vozača nakon utrke | Poredak vozača nakon utrke |
| -------------------------- | -------------------------- | -------------------------- |
| 1.                         | Max Verstappen             | 262,5                      |
| 2.                         | Lewis Hamilton             | 256,5                      |
| 3.                         | Valtteri Bottas            | 177                        |
| 4.                         | Lando Norris               | 145                        |
| 5.                         | Sergio Pérez               | 135                        |

| Poredak konstruktora nakon utrke | Poredak konstruktora nakon utrke | Poredak konstruktora nakon utrke |
| -------------------------------- | -------------------------------- | -------------------------------- |
| 1.                               | Mercedes                         | 433,5                            |
| 2.                               | Red Bull-Honda                   | 397,5                            |
| 3.                               | McLaren-Mercedes                 | 240                              |
| 4.                               | Ferrari                          | 232,5                            |
| 5.                               | Alpine-Renault                   | 104                              |

### Velika nagrada Sjedinjenih Američkih Država
| Poredak vozača nakon utrke | Poredak vozača nakon utrke | Poredak vozača nakon utrke |
| -------------------------- | -------------------------- | -------------------------- |
| 1.                         | Max Verstappen             | 287,5                      |
| 2.                         | Lewis Hamilton             | 275,5                      |
| 3.                         | Valtteri Bottas            | 185                        |
| 4.                         | Sergio Pérez               | 150                        |
| 5.                         | Lando Norris               | 149                        |

| Poredak konstruktora nakon utrke | Poredak konstruktora nakon utrke | Poredak konstruktora nakon utrke |
| -------------------------------- | -------------------------------- | -------------------------------- |
| 1.                               | Mercedes                         | 460,5                            |
| 2.                               | Red Bull-Honda                   | 437,5                            |
| 3.                               | McLaren-Mercedes                 | 254                              |
| 4.                               | Ferrari                          | 250,5                            |
| 5.                               | Alpine-Renault                   | 104                              |

### Velika nagrada Ciudad de Méxica
| Poredak vozača nakon utrke | Poredak vozača nakon utrke | Poredak vozača nakon utrke |
| -------------------------- | -------------------------- | -------------------------- |
| 1.                         | Max Verstappen             | 312,5                      |
| 2.                         | Lewis Hamilton             | 293,5                      |
| 3.                         | Valtteri Bottas            | 185                        |
| 4.                         | Sergio Pérez               | 165                        |
| 5.                         | Lando Norris               | 150                        |

| Poredak konstruktora nakon utrke | Poredak konstruktora nakon utrke | Poredak konstruktora nakon utrke |
| -------------------------------- | -------------------------------- | -------------------------------- |
| 1.                               | Mercedes                         | 478,5                            |
| 2.                               | Red Bull-Honda                   | 477,5                            |
| 3.                               | Ferrari                          | 268,5                            |
| 4.                               | McLaren-Mercedes                 | 255                              |
| 5.                               | Alpine-Renault                   | 106                              |

### Velika nagrada São Paula
| Poredak vozača nakon utrke | Poredak vozača nakon utrke | Poredak vozača nakon utrke |
| -------------------------- | -------------------------- | -------------------------- |
| 1.                         | Max Verstappen             | 332,5                      |
| 2.                         | Lewis Hamilton             | 318,5                      |
| 3.                         | Valtteri Bottas            | 203                        |
| 4.                         | Sergio Pérez               | 178                        |
| 5.                         | Lando Norris               | 151                        |

| Poredak konstruktora nakon utrke | Poredak konstruktora nakon utrke | Poredak konstruktora nakon utrke |
| -------------------------------- | -------------------------------- | -------------------------------- |
| 1.                               | Mercedes                         | 521,5                            |
| 2.                               | Red Bull-Honda                   | 510,5                            |
| 3.                               | Ferrari                          | 287,5                            |
| 4.                               | McLaren-Mercedes                 | 256                              |
| 5.                               | Alpine-Renault                   | 112                              |

### Velika nagrada Katara
| Poredak vozača nakon utrke | Poredak vozača nakon utrke | Poredak vozača nakon utrke |
| -------------------------- | -------------------------- | -------------------------- |
| 1.                         | Max Verstappen             | 351,5                      |
| 2.                         | Lewis Hamilton             | 343,5                      |
| 3.                         | Valtteri Bottas            | 203                        |
| 4.                         | Sergio Pérez               | 190                        |
| 5.                         | Lando Norris               | 153                        |

| Poredak konstruktora nakon utrke | Poredak konstruktora nakon utrke | Poredak konstruktora nakon utrke |
| -------------------------------- | -------------------------------- | -------------------------------- |
| 1.                               | Mercedes                         | 546,5                            |
| 2.                               | Red Bull-Honda                   | 541,5                            |
| 3.                               | Ferrari                          | 297,5                            |
| 4.                               | McLaren-Mercedes                 | 258                              |
| 5.                               | Alpine-Renault                   | 137                              |

### Velika nagrada Saudijske Arabije
| Poredak vozača nakon utrke | Poredak vozača nakon utrke | Poredak vozača nakon utrke |
| -------------------------- | -------------------------- | -------------------------- |
| 1.                         | Max Verstappen             | 369,5                      |
| 2.                         | Lewis Hamilton             | 369,5                      |
| 3.                         | Valtteri Bottas            | 218                        |
| 4.                         | Sergio Pérez               | 190                        |
| 5.                         | Charles Leclerc            | 158                        |

| Poredak konstruktora nakon utrke | Poredak konstruktora nakon utrke | Poredak konstruktora nakon utrke |
| -------------------------------- | -------------------------------- | -------------------------------- |
| 1.                               | Mercedes                         | 587,5                            |
| 2.                               | Red Bull-Honda                   | 559,5                            |
| 3.                               | Ferrari                          | 307,5                            |
| 4.                               | McLaren-Mercedes                 | 269                              |
| 5.                               | Alpine-Renault                   | 149                              |

## Utrke
| 1  | Velika nagrada Bahreina                     | Max Verstappen   | Lewis Hamilton   | Mercedes         | Valtteri Bottas  |  |  |  |
| 2  | Velika nagrada Emilia Romagne               | Lewis Hamilton   | Max Verstappen   | Red Bull-Honda   | Lewis Hamilton   |  |  |  |
| 3  | Velika nagrada Portugala                    | Valtteri Bottas  | Lewis Hamilton   | Mercedes         | Valtteri Bottas  |  |  |  |
| 4  | Velika nagrada Španjolske                   | Lewis Hamilton   | Lewis Hamilton   | Mercedes         | Max Verstappen   |  |  |  |
| 5  | Velika nagrada Monaka                       | Charles Leclerc1 | Max Verstappen   | Red Bull-Honda   | Lewis Hamilton   |  |  |  |
| 6  | Velika nagrada Azerbajdžana                 | Charles Leclerc  | Sergio Pérez     | Red Bull-Honda   | Max Verstappen*  |  |  |  |
| 7  | Velika nagrada Francuske                    | Max Verstappen   | Max Verstappen   | Red Bull-Honda   | Max Verstappen   |  |  |  |
| 8  | Velika nagrada Štajerske                    | Max Verstappen   | Max Verstappen   | Red Bull-Honda   | Lewis Hamilton   |  |  |  |
| 9  | Velika nagrada Austrije                     | Max Verstappen   | Max Verstappen   | Red Bull-Honda   | Max Verstappen   |  |  |  |
| 10 | Velika nagrada Velike Britanije             | Max Verstappen   | Lewis Hamilton   | Mercedes         | Sergio Pérez*    |  |  |  |
| 11 | Velika nagrada Mađarske                     | Lewis Hamilton   | Esteban Ocon     | Alpine-Renault   | Pierre Gasly     |  |  |  |
| 12 | Velika nagrada Belgije                      | Max Verstappen   | Max Verstappen   | Red Bull-Honda   | nije dodijeljeno |  |  |  |
| 13 | Velika nagrada Nizozemske                   | Max Verstappen   | Max Verstappen   | Red Bull-Honda   | Lewis Hamilton   |  |  |  |
| 14 | Velika nagrada Italije                      | Max Verstappen   | Daniel Ricciardo | McLaren-Mercedes | Daniel Ricciardo |  |  |  |
| 15 | Velika nagrada Rusije                       | Lando Norris     | Lewis Hamilton   | Mercedes         | Lando Norris     |  |  |  |
| 16 | Velika nagrada Turske                       | Valtteri Bottas  | Valtteri Bottas  | Mercedes         | Valtteri Bottas  |  |  |  |
| 17 | Velika nagrada Sjedinjenih Američkih Država | Max Verstappen   | Max Verstappen   | Red Bull-Honda   | Lewis Hamilton   |  |  |  |
| 18 | Velika nagrada Ciudad de Méxica             | Valtteri Bottas  | Max Verstappen   | Red Bull-Honda   | Valtteri Bottas* |  |  |  |
| 19 | Velika nagrada São Paula                    | Valtteri Bottas  | Lewis Hamilton   | Mercedes         | Sergio Pérez     |  |  |  |
| 20 | Velika nagrada Katara                       | Lewis Hamilton   | Lewis Hamilton   | Mercedes         | Max Verstappen   |  |  |  |
| 21 | Velika nagrada Saudijske Arabije            | Lewis Hamilton   | Lewis Hamilton   | Mercedes         | Lewis Hamilton   |  |  |  |
| 22 | Velika nagrada Abu Dhabija                  | Max Verstappen   | Max Verstappen   | Red Bull-Honda   | Max Verstappen   |  |  |  |

- Vozač je utrku završio izvan top deset vozača, te nije osvojio bodove za najbrži krug.

^1  – Charles Leclerc je osvojio prvo startno mjesto u kvalifikacijama za Veliku nagradu Monaka, ali nije startao utrku. Drugoplasirani u kvalifikacijama Max Verstappen je bio prvi vozač na gridu na startu utrke.

## Rezultati utrka
| Poz. | Br. | Vozač            | Konstruktor           | Vrijeme            | Grid | Bodovi |
| ---- | --- | ---------------- | --------------------- | ------------------ | ---- | ------ |
| 1.   | 44  | Lewis Hamilton   | Mercedes              | 1 h 32 min 3,897 s | 2.   | 25     |
| 2.   | 33  | Max Verstappen   | Red Bull-Honda        | + 0,745 s          | 1.   | 18     |
| 3.   | 77  | Valtteri Bottas  | Mercedes              | + 37,383 s         | 3.   | 16     |
| 4.   | 4   | Lando Norris     | McLaren-Mercedes      | + 46,466 s         | 7.   | 12     |
| 5.   | 11  | Sergio Pérez     | Red Bull-Honda        | + 52,047 s         | 20.  | 10     |
| 6.   | 16  | Charles Leclerc  | Ferrari               | + 59,090 s         | 4.   | 8      |
| 7.   | 3   | Daniel Ricciardo | McLaren-Mercedes      | + 1 min 6,004 s    | 6.   | 6      |
| 8.   | 55  | Carlos Sainz     | Ferrari               | + 1 min 7,100 s    | 8.   | 4      |
| 9.   | 22  | Yuki Tsunoda     | AlphaTauri-Honda      | + 1 min 25,692 s   | 12.  | 2      |
| 10.  | 18  | Lance Stroll     | Aston Martin-Mercedes | + 1 min 26,713 s   | 10.  | 1      |

| Najbrži krug | Valtteri Bottas - 1 min 32,090 s |

| Poz. | Br. | Vozač            | Konstruktor           | Vrijeme            | Grid | Bodovi |
| ---- | --- | ---------------- | --------------------- | ------------------ | ---- | ------ |
| 1.   | 33  | Max Verstappen   | Red Bull-Honda        | 2 h 2 min 34,598 s | 3.   | 25     |
| 2.   | 44  | Lewis Hamilton   | Mercedes              | + 22,000 s         | 1.   | 19     |
| 3.   | 4   | Lando Norris     | McLaren-Mercedes      | + 23,702 s         | 7.   | 15     |
| 4.   | 16  | Charles Leclerc  | Ferrari               | + 25,579 s         | 4.   | 12     |
| 5.   | 55  | Carlos Sainz     | Ferrari               | + 27,036 s         | 11.  | 10     |
| 6.   | 3   | Daniel Ricciardo | McLaren-Mercedes      | + 51,220 s         | 6.   | 8      |
| 7.   | 10  | Pierre Gasly     | AlphaTauri-Honda      | + 52,818 s         | 5.   | 6      |
| 8.   | 18  | Lance Stroll     | Aston Martin-Mercedes | + 56,909 s         | 10.  | 4      |
| 9.   | 31  | Esteban Ocon     | Alpine-Renault        | + 1 min 5,704 s    | 9.   | 2      |
| 10.  | 14  | Fernando Alonso  | Alpine-Renault        | + 1 min 6,561 s    | 14.  | 1      |

| Najbrži krug | Lewis Hamilton - 1 min 16,702 s |

| Poz. | Br. | Vozač            | Konstruktor      | Vrijeme             | Grid | Bodovi |
| ---- | --- | ---------------- | ---------------- | ------------------- | ---- | ------ |
| 1.   | 44  | Lewis Hamilton   | Mercedes         | 1 h 34 min 31,421 s | 2.   | 25     |
| 2.   | 33  | Max Verstappen   | Red Bull-Honda   | + 29,148 s          | 3.   | 18     |
| 3.   | 77  | Valtteri Bottas  | Mercedes         | + 33,530 s          | 1.   | 16     |
| 4.   | 11  | Sergio Pérez     | Red Bull-Honda   | + 39,735 s          | 4.   | 12     |
| 5.   | 4   | Lando Norris     | McLaren-Mercedes | + 51,369 s          | 7.   | 10     |
| 6.   | 16  | Charles Leclerc  | Ferrari          | + 55,781 s          | 8.   | 8      |
| 7.   | 31  | Esteban Ocon     | Alpine-Renault   | + 1 min 3,749 s     | 6.   | 6      |
| 8.   | 14  | Fernando Alonso  | Alpine-Renault   | + 1 min 4,808 s     | 13.  | 4      |
| 9.   | 3   | Daniel Ricciardo | McLaren-Mercedes | + 1 min 15,369 s    | 16.  | 2      |
| 10.  | 10  | Pierre Gasly     | AlphaTauri-Honda | + 1 min 16,463 s    | 9.   | 1      |

| Najbrži krug | Valtteri Bottas - 1 min 19,865 s |

| Poz. | Br. | Vozač            | Konstruktor      | Vrijeme            | Grid | Bodovi |
| ---- | --- | ---------------- | ---------------- | ------------------ | ---- | ------ |
| 1.   | 44  | Lewis Hamilton   | Mercedes         | 1 h 33 min 7,680 s | 1.   | 25     |
| 2.   | 33  | Max Verstappen   | Red Bull-Honda   | + 15,841 s         | 2.   | 19     |
| 3.   | 77  | Valtteri Bottas  | Mercedes         | + 26,610 s         | 3.   | 15     |
| 4.   | 16  | Charles Leclerc  | Ferrari          | + 54,616 s         | 4.   | 12     |
| 5.   | 11  | Sergio Pérez     | Red Bull-Honda   | + 1 min 3,671 s    | 8.   | 10     |
| 6.   | 3   | Daniel Ricciardo | McLaren-Mercedes | + 1 min 13,768 s   | 7.   | 8      |
| 7.   | 55  | Carlos Sainz     | Ferrari          | + 1 min 14,670 s   | 6.   | 6      |
| 8.   | 4   | Lando Norris     | McLaren-Mercedes | + 1 krug           | 9.   | 4      |
| 9.   | 31  | Esteban Ocon     | Alpine-Renault   | + 1 krug           | 5.   | 2      |
| 10.  | 10  | Pierre Gasly     | AlphaTauri-Honda | + 1 krug           | 12.  | 1      |

| Najbrži krug | Max Verstappen - 1 min 18,149 s |

| Poz. | Br. | Vozač              | Konstruktor           | Vrijeme             | Grid | Bodovi |
| ---- | --- | ------------------ | --------------------- | ------------------- | ---- | ------ |
| 1.   | 33  | Max Verstappen     | Red Bull-Honda        | 1 h 38 min 56,820 s | 1.   | 25     |
| 2.   | 55  | Carlos Sainz       | Ferrari               | + 8,968 s           | 3.   | 18     |
| 3.   | 4   | Lando Norris       | McLaren-Mercedes      | + 19,427 s          | 4.   | 15     |
| 4.   | 11  | Sergio Pérez       | Red Bull-Honda        | + 20,490 s          | 8.   | 12     |
| 5.   | 5   | Sebastian Vettel   | Aston Martin-Mercedes | + 52,591 s          | 7.   | 10     |
| 6.   | 10  | Pierre Gasly       | AlphaTauri-Honda      | + 53,896 s          | 5.   | 8      |
| 7.   | 44  | Lewis Hamilton     | Mercedes              | + 1 min 8,231 s     | 6.   | 7      |
| 8.   | 18  | Lance Stroll       | Aston Martin-Mercedes | + 1 krug            | 12.  | 4      |
| 9.   | 31  | Esteban Ocon       | Alpine-Renault        | + 1 krug            | 10.  | 2      |
| 10.  | 99  | Antonio Giovinazzi | Alfa Romeo-Ferrari    | + 1 krug            | 9.   | 1      |

| Najbrži krug | Lewis Hamilton - 1 min 12,909 s |

| Poz. | Br. | Vozač            | Konstruktor           | Vrijeme             | Grid | Bodovi |
| ---- | --- | ---------------- | --------------------- | ------------------- | ---- | ------ |
| 1.   | 11  | Sergio Pérez     | Red Bull-Honda        | 2 h 13 min 36,410 s | 6.   | 25     |
| 2.   | 5   | Sebastian Vettel | Aston Martin-Mercedes | + 1,385 s           | 11.  | 18     |
| 3.   | 10  | Pierre Gasly     | AlphaTauri-Honda      | + 2,762 s           | 4.   | 15     |
| 4.   | 16  | Charles Leclerc  | Ferrari               | + 3,828 s           | 1.   | 12     |
| 5.   | 4   | Lando Norris     | McLaren-Mercedes      | + 4,754 s           | 9.   | 10     |
| 6.   | 14  | Fernando Alonso  | Alpine-Renault        | + 6,382 s           | 8.   | 8      |
| 7.   | 22  | Yuki Tsunoda     | AlphaTauri-Honda      | + 6,624 s           | 7.   | 6      |
| 8.   | 55  | Carlos Sainz     | Ferrari               | + 7,709 s           | 5.   | 4      |
| 9.   | 3   | Daniel Ricciardo | McLaren-Mercedes      | + 8,874 s           | 13.  | 2      |
| 10.  | 7   | Kimi Räikkönen   | Alfa Romeo-Ferrari    | + 9,576 s           | 14.  | 1      |

| Najbrži krug | Max Verstappen - 1 min 44,481 s |

| Poz. | Br. | Vozač            | Konstruktor           | Vrijeme             | Grid | Bodovi |
| ---- | --- | ---------------- | --------------------- | ------------------- | ---- | ------ |
| 1.   | 33  | Max Verstappen   | Red Bull-Honda        | 1 h 27 min 25,770 s | 1.   | 26     |
| 2.   | 44  | Lewis Hamilton   | Mercedes              | + 2,904 s           | 2.   | 18     |
| 3.   | 11  | Sergio Pérez     | Red Bull-Honda        | + 8,811 s           | 4.   | 15     |
| 4.   | 77  | Valtteri Bottas  | Mercedes              | + 14,618 s          | 3.   | 12     |
| 5.   | 4   | Lando Norris     | McLaren-Mercedes      | + 1 min 4,032 s     | 8.   | 10     |
| 6.   | 3   | Daniel Ricciardo | McLaren-Mercedes      | + 1 min 15,857 s    | 10.  | 8      |
| 7.   | 10  | Pierre Gasly     | AlphaTauri-Honda      | + 1 min 16,596 s    | 6.   | 6      |
| 8.   | 14  | Fernando Alonso  | Alpine-Renault        | + 1 min 17,695 s    | 9.   | 4      |
| 9.   | 5   | Sebastian Vettel | Aston Martin-Mercedes | + 1 min 19,666 s    | 12.  | 2      |
| 10.  | 18  | Lance Stroll     | Aston Martin-Mercedes | + 1 min 31,946 s    | 19.  | 1      |

| Najbrži krug | Max Verstappen - 1 min 36,404 s |

| Poz. | Br. | Vozač           | Konstruktor           | Vrijeme             | Grid | Bodovi |
| ---- | --- | --------------- | --------------------- | ------------------- | ---- | ------ |
| 1.   | 33  | Max Verstappen  | Red Bull-Honda        | 1 h 22 min 18,925 s | 1.   | 25     |
| 2.   | 44  | Lewis Hamilton  | Mercedes              | + 35,743 s          | 2.   | 19     |
| 3.   | 77  | Valtteri Bottas | Mercedes              | + 46,907 s          | 5.   | 16     |
| 4.   | 11  | Sergio Pérez    | Red Bull-Honda        | + 47,434 s          | 4.   | 12     |
| 5.   | 4   | Lando Norris    | McLaren-Mercedes      | +1 krug             | 3.   | 10     |
| 6.   | 55  | Carlos Sainz    | Ferrari               | + 1 krug            | 12.  | 8      |
| 7.   | 16  | Charles Leclerc | Ferrari               | + 1 krug            | 7.   | 6      |
| 8.   | 18  | Lance Stroll    | Aston Martin-Mercedes | + 1 krug            | 9.   | 4      |
| 9.   | 14  | Fernando Alonso | Alpine-Renault        | + 1 krug            | 8.   | 2      |
| 10.  | 22  | Yuki Tsunoda    | AlphaTauri-Honda      | + 1 krug            | 11.  | 1      |

| Najbrži krug | Lewis Hamilton - 1 min 7,058 s |

| Poz. | Br. | Vozač            | Konstruktor      | Vrijeme             | Grid | Bodovi |
| ---- | --- | ---------------- | ---------------- | ------------------- | ---- | ------ |
| 1.   | 33  | Max Verstappen   | Red Bull-Honda   | 1 h 23 min 54,513 s | 1.   | 26     |
| 2.   | 77  | Valtteri Bottas  | Mercedes         | + 17,973 s          | 5.   | 18     |
| 3.   | 4   | Lando Norris     | McLaren-Mercedes | + 20,019 s          | 2.   | 15     |
| 4.   | 44  | Lewis Hamilton   | Mercedes         | + 46,452 s          | 4.   | 12     |
| 5.   | 55  | Carlos Sainz     | Ferrari          | + 57,144 s          | 10.  | 10     |
| 6.   | 11  | Sergio Pérez     | Red Bull-Honda   | + 57,915 s          | 3.   | 8      |
| 7.   | 3   | Daniel Ricciardo | McLaren-Mercedes | + 1 min 0,395 s     | 13.  | 6      |
| 8.   | 16  | Charles Leclerc  | Ferrari          | + 1 min 1,195 s     | 12.  | 4      |
| 9.   | 10  | Pierre Gasly     | AlphaTauri-Honda | + 1 min 1,844 s     | 6.   | 2      |
| 10.  | 14  | Fernando Alonso  | Alpine-Renault   | + 1 krug            | 14.  | 1      |

| Najbrži krug | Max Verstappen - 1 min 6,200 s |

| Poz. | Br. | Vozač            | Konstruktor           | Vrijeme             | Grid | Bodovi |
| ---- | --- | ---------------- | --------------------- | ------------------- | ---- | ------ |
| 1.   | 44  | Lewis Hamilton   | Mercedes              | 1 h 58 min 23,284 s | 2.   | 25     |
| 2.   | 16  | Charles Leclerc  | Ferrari               | + 3,871 s           | 4.   | 18     |
| 3.   | 77  | Valtteri Bottas  | Mercedes              | + 11,125 s          | 3.   | 15     |
| 4.   | 4   | Lando Norris     | McLaren-Mercedes      | + 28,573 s          | 5.   | 12     |
| 5.   | 3   | Daniel Ricciardo | McLaren-Mercedes      | + 42,624 s          | 6.   | 10     |
| 6.   | 55  | Carlos Sainz     | Ferrari               | + 43,454 s          | 10.  | 8      |
| 7.   | 14  | Fernando Alonso  | Alpine-Renault        | + 1 min 12,093 s    | 7.   | 6      |
| 8.   | 18  | Lance Stroll     | Aston Martin-Mercedes | + 1 min 14,289 s    | 14.  | 4      |
| 9.   | 31  | Esteban Ocon     | Alpine-Renault        | + 1 min 16,162 s    | 9.   | 2      |
| 10.  | 22  | Yuki Tsunoda     | AlphaTauri-Honda      | + 1 min 22,065 s    | 16.  | 1      |

| Najbrži krug | Sergio Pérez - 1 min 28,617 s |

| Poz. | Br. | Vozač           | Konstruktor    | Vrijeme         | Grid | Bodovi |
| ---- | --- | --------------- | -------------- | --------------- | ---- | ------ |
| 1.   | 33  | Max Verstappen  | Red Bull-Honda | 25 min 38,426 s | 2.   | 3      |
| 2.   | 44  | Lewis Hamilton  | Mercedes       | + 1,430 s       | 1.   | 2      |
| 3.   | 77  | Valtteri Bottas | Mercedes       | + 7,502 s       | 3.   | 1      |

| Poz. | Br. | Vozač           | Konstruktor        | Vrijeme            | Grid | Bodovi |
| ---- | --- | --------------- | ------------------ | ------------------ | ---- | ------ |
| 1.   | 31  | Esteban Ocon    | Alpine-Renault     | 2 h 4 min 43,199 s | 8.   | 25     |
| 2.   | 44  | Lewis Hamilton  | Mercedes           | + 2,736 s          | 1.   | 18     |
| 3.   | 55  | Carlos Sainz    | Ferrari            | + 15,018 s         | 14.  | 15     |
| 4.   | 14  | Fernando Alonso | Alpine-Renault     | + 15,651 s         | 9.   | 12     |
| 5.   | 10  | Pierre Gasly    | AlphaTauri-Honda   | + 1 min 3,614 s    | 5.   | 11     |
| 6.   | 22  | Yuki Tsunoda    | AlphaTauri-Honda   | + 1 min 15,803 s   | 15.  | 8      |
| 7.   | 6   | Nicholas Latifi | Williams-Mercedes  | + 1 min 17,910 s   | 17.  | 6      |
| 8.   | 63  | George Russell  | Williams-Mercedes  | + 1 min 19,094 s   | 16.  | 4      |
| 9.   | 33  | Max Verstappen  | Red Bull-Honda     | + 1 min 20,244 s   | 3.   | 2      |
| 10.  | 7   | Kimi Räikkönen  | Alfa Romeo-Ferrari | + 1 krug           | 13.  | 1      |

| Najbrži krug | Pierre Gasly - 1 min 18,394 s |

| Poz. | Br. | Vozač            | Konstruktor           | Vrijeme        | Grid | Bodovi |
| ---- | --- | ---------------- | --------------------- | -------------- | ---- | ------ |
| 1.   | 33  | Max Verstappen   | Red Bull-Honda        | 3 min 27,017 s | 1.   | 12,5   |
| 2.   | 63  | George Russell   | Williams-Mercedes     | + 2,049 s      | 2.   | 9      |
| 3.   | 44  | Lewis Hamilton   | Mercedes              | + 2,655 s      | 3.   | 7,5    |
| 4.   | 3   | Daniel Ricciardo | McLaren-Mercedes      | + 4,550 s      | 4.   | 6      |
| 5.   | 5   | Sebastian Vettel | Aston Martin-Mercedes | + 7,533 s      | 5.   | 5      |
| 6.   | 10  | Pierre Gasly     | AlphaTauri-Honda      | + 10,231 s     | 6.   | 4      |
| 7.   | 31  | Esteban Ocon     | Alpine-Renault        | + 11,633 s     | 7.   | 3      |
| 8.   | 16  | Charles Leclerc  | Ferrari               | + 12,662 s     | 8.   | 2      |
| 9.   | 6   | Nicholas Latifi  | Williams-Mercedes     | + 15,538 s     | 9.   | 1      |
| 10.  | 55  | Carlos Sainz     | Ferrari               | + 16,220 s     | 10.  | 0,5    |

| Najbrži krug | nije dodijeljeno |

| Poz. | Br. | Vozač           | Konstruktor      | Vrijeme            | Grid | Bodovi |
| ---- | --- | --------------- | ---------------- | ------------------ | ---- | ------ |
| 1.   | 33  | Max Verstappen  | Red Bull-Honda   | 1 h 30 min 5,395 s | 1.   | 25     |
| 2.   | 44  | Lewis Hamilton  | Mercedes         | + 20,932 s         | 2.   | 19     |
| 3.   | 77  | Valtteri Bottas | Mercedes         | + 56,460 s         | 3.   | 16     |
| 4.   | 10  | Pierre Gasly    | AlphaTauri-Honda | + 1 krug           | 4.   | 12     |
| 5.   | 16  | Charles Leclerc | Ferrari          | + 1 krug           | 5.   | 10     |
| 6.   | 14  | Fernando Alonso | Alpine-Renault   | + 1 krug           | 9.   | 8      |
| 7.   | 55  | Carlos Sainz    | Ferrari          | + 1 krug           | 6.   | 6      |
| 8.   | 11  | Sergio Pérez    | Red Bull-Honda   | + 1 krug           | 20.  | 4      |
| 9.   | 31  | Esteban Ocon    | Alpine-Renault   | + 1 krug           | 8.   | 2      |
| 10.  | 4   | Lando Norris    | McLaren-Mercedes | + 1 krug           | 13.  | 1      |

| Najbrži krug | Lewis Hamilton - 1 min 11,097 s |

| Poz. | Br. | Vozač            | Konstruktor           | Vrijeme             | Grid | Bodovi |
| ---- | --- | ---------------- | --------------------- | ------------------- | ---- | ------ |
| 1.   | 3   | Daniel Ricciardo | McLaren-Mercedes      | 1 h 21 min 54,365 s | 2.   | 26     |
| 2.   | 4   | Lando Norris     | McLaren-Mercedes      | + 1,747 s           | 3.   | 18     |
| 3.   | 77  | Valtteri Bottas  | Mercedes              | + 4,921 s           | 18.  | 15     |
| 4.   | 16  | Charles Leclerc  | Ferrari               | + 7,309 s           | 5.   | 12     |
| 5.   | 11  | Sergio Pérez     | Red Bull-Honda        | + 8,723 s           | 8.   | 10     |
| 6.   | 55  | Carlos Sainz     | Ferrari               | + 10,535 s          | 6.   | 8      |
| 7.   | 18  | Lance Stroll     | Aston Martin-Mercedes | + 15,804 s          | 9.   | 6      |
| 8.   | 14  | Fernando Alonso  | Alpine-Renault        | + 17,201 s          | 10.  | 4      |
| 9.   | 63  | George Russell   | Williams-Mercedes     | + 19,742 s          | 14.  | 2      |
| 10.  | 31  | Esteban Ocon     | Alpine-Renault        | + 20,868 s          | 12.  | 1      |

| Najbrži krug | Daniel Ricciardo - 1 min 24,812 s |

| Poz. | Br. | Vozač            | Konstruktor      | Vrijeme         | Grid | Bodovi |
| ---- | --- | ---------------- | ---------------- | --------------- | ---- | ------ |
| 1.   | 77  | Valtteri Bottas  | Mercedes         | 27 min 54,078 s | 1.   | 3      |
| 2.   | 33  | Max Verstappen   | Red Bull-Honda   | + 2,325 s       | 3.   | 2      |
| 3.   | 3   | Daniel Ricciardo | McLaren-Mercedes | + 14,534 s      | 5.   | 1      |

| Poz. | Br. | Vozač            | Konstruktor        | Vrijeme             | Grid | Bodovi |
| ---- | --- | ---------------- | ------------------ | ------------------- | ---- | ------ |
| 1.   | 44  | Lewis Hamilton   | Mercedes           | 1 h 30 min 41,001 s | 4.   | 25     |
| 2.   | 33  | Max Verstappen   | Red Bull-Honda     | + 53,726 s          | 20.  | 18     |
| 3.   | 55  | Carlos Sainz     | Ferrari            | + 1 min 2,475 s     | 2.   | 15     |
| 4.   | 3   | Daniel Ricciardo | McLaren-Mercedes   | + 1 min 5,607 s     | 5.   | 12     |
| 5.   | 77  | Valtteri Bottas  | Mercedes           | + 1 min 7,533 s     | 16.  | 10     |
| 6.   | 14  | Fernando Alonso  | Alpine-Renault     | + 1 min 21,321 s    | 6.   | 8      |
| 7.   | 4   | Lando Norris     | McLaren-Mercedes   | + 1 min 27,224 s    | 1.   | 7      |
| 8.   | 7   | Kimi Räikkönen   | Alfa Romeo-Ferrari | + 1 min 28,955 s    | 13.  | 4      |
| 9.   | 11  | Sergio Pérez     | Red Bull-Honda     | + 1 min 30,076 s    | 8.   | 2      |
| 10.  | 63  | George Russell   | Williams-Mercedes  | + 1 min 40,551 s    | 3.   | 1      |

| Najbrži krug | Lando Norris - 1 min 37,423 s |

| Poz. | Br. | Vozač           | Konstruktor           | Vrijeme          | Grid | Bodovi |
| ---- | --- | --------------- | --------------------- | ---------------- | ---- | ------ |
| 1.   | 77  | Valtteri Bottas | Mercedes              | 1 h 31 m 4,103 s | 1.   | 26     |
| 2.   | 33  | Max Verstappen  | Red Bull-Honda        | + 14,584 s       | 2.   | 18     |
| 3.   | 11  | Sergio Pérez    | Red Bull-Honda        | + 33,471 s       | 6.   | 15     |
| 4.   | 16  | Charles Leclerc | Ferrari               | + 37,814 s       | 3.   | 12     |
| 5.   | 44  | Lewis Hamilton  | Mercedes              | + 41,812 s       | 11.  | 10     |
| 6.   | 10  | Pierre Gasly    | AlphaTauri-Honda      | + 44,292 s       | 4.   | 8      |
| 7.   | 4   | Lando Norris    | McLaren-Mercedes      | + 47,213 s       | 7.   | 6      |
| 8.   | 55  | Carlos Sainz    | Ferrari               | + 51,526 s       | 19.  | 4      |
| 9.   | 18  | Lance Stroll    | Aston Martin-Mercedes | + 1 m 22,018 s   | 8.   | 2      |
| 10.  | 31  | Esteban Ocon    | Alpine-Renault        | + 1 krug         | 12.  | 1      |

| Najbrži krug | Valtteri Bottas - 1 min 30,432 s |

| Poz. | Br. | Vozač            | Konstruktor           | Vrijeme             | Grid | Bodovi |
| ---- | --- | ---------------- | --------------------- | ------------------- | ---- | ------ |
| 1.   | 33  | Max Verstappen   | Red Bull-Honda        | 1 h 34 min 36,552 s | 1.   | 25     |
| 2.   | 44  | Lewis Hamilton   | Mercedes              | + 1,333 s           | 2.   | 19     |
| 3.   | 11  | Sergio Pérez     | Red Bull-Honda        | + 42,223 s          | 3.   | 15     |
| 4.   | 16  | Charles Leclerc  | Ferrari               | + 52,246 s          | 4.   | 12     |
| 5.   | 3   | Daniel Ricciardo | McLaren-Mercedes      | + 1 min 16,854 s    | 6.   | 10     |
| 6.   | 77  | Valtteri Bottas  | Mercedes              | + 1 min 20,128 s    | 9.   | 8      |
| 7.   | 55  | Carlos Sainz     | Ferrari               | + 1 min 23,545 s    | 5.   | 6      |
| 8.   | 4   | Lando Norris     | McLaren-Mercedes      | + 1 min 24,395 s    | 7.   | 4      |
| 9.   | 22  | Yuki Tsunoda     | AlphaTauri-Honda      | + 1 krug            | 10.  | 2      |
| 10.  | 5   | Sebastian Vettel | Aston Martin-Mercedes | + 1 krug            | 18.  | 1      |

| Najbrži krug | Lewis Hamilton - 1 min 38,485 s |

| Poz. | Br. | Vozač            | Konstruktor           | Vrijeme             | Grid | Bodovi |
| ---- | --- | ---------------- | --------------------- | ------------------- | ---- | ------ |
| 1.   | 33  | Max Verstappen   | Red Bull-Honda        | 1 h 38 min 39,086 s | 3.   | 25     |
| 2.   | 44  | Lewis Hamilton   | Mercedes              | + 16,555 s          | 2.   | 18     |
| 3.   | 11  | Sergio Pérez     | Red Bull-Honda        | + 17,752 s          | 4.   | 15     |
| 4.   | 10  | Pierre Gasly     | AlphaTauri-Honda      | + 1 min 3,845 s     | 5.   | 12     |
| 5.   | 16  | Charles Leclerc  | Ferrari               | + 1 min 21,037 s    | 8.   | 10     |
| 6.   | 55  | Carlos Sainz     | Ferrari               | + 1 krug            | 6.   | 8      |
| 7.   | 5   | Sebastian Vettel | Aston Martin-Mercedes | + 1 krug            | 9.   | 6      |
| 8.   | 7   | Kimi Räikkönen   | Alfa Romeo-Ferrari    | + 1 krug            | 10.  | 4      |
| 9.   | 14  | Fernando Alonso  | Alpine-Renault        | + 1 krug            | 12.  | 2      |
| 10.  | 4   | Lando Norris     | McLaren-Mercedes      | + 1 krug            | 18.  | 1      |

| Najbrži krug | Valtteri Bottas - 1 min 17,774 s |

| Poz. | Br. | Vozač           | Konstruktor      | Vrijeme             | Grid | Bodovi |
| ---- | --- | --------------- | ---------------- | ------------------- | ---- | ------ |
| 1.   | 44  | Lewis Hamilton  | Mercedes         | 1 h 32 min 22,851 s | 10.  | 25     |
| 2.   | 33  | Max Verstappen  | Red Bull-Honda   | + 10,496 s          | 2.   | 18     |
| 3.   | 77  | Valtteri Bottas | Mercedes         | + 13,536 s          | 1.   | 15     |
| 4.   | 11  | Sergio Pérez    | Red Bull-Honda   | + 39,940 s          | 4.   | 13     |
| 5.   | 16  | Charles Leclerc | Ferrari          | + 49,517 s          | 6.   | 10     |
| 6.   | 55  | Carlos Sainz    | Ferrari          | + 51,820 s          | 3.   | 8      |
| 7.   | 10  | Pierre Gasly    | AlphaTauri-Honda | + 1 krug            | 7.   | 6      |
| 8.   | 31  | Esteban Ocon    | Alpine-Renault   | + 1 krug            | 8.   | 4      |
| 9.   | 14  | Fernando Alonso | Alpine-Renault   | + 1 krug            | 12.  | 2      |
| 10.  | 4   | Lando Norris    | McLaren-Mercedes | + 1 krug            | 5.   | 1      |

| Najbrži krug | Sergio Pérez - 1 min 11,010 s |

| Poz. | Br. | Vozač           | Konstruktor    | Vrijeme        | Grid | Bodovi |
| ---- | --- | --------------- | -------------- | -------------- | ---- | ------ |
| 1.   | 77  | Valtteri Bottas | Mercedes       | 29 min 9,559 s | 2.   | 3      |
| 2.   | 33  | Max Verstappen  | Red Bull-Honda | + 1,170 s      | 1.   | 2      |
| 3.   | 55  | Carlos Sainz    | Ferrari        | + 18,723 s     | 5.   | 1      |

| Poz. | Br. | Vozač            | Konstruktor           | Vrijeme             | Grid | Bodovi |
| ---- | --- | ---------------- | --------------------- | ------------------- | ---- | ------ |
| 1.   | 44  | Lewis Hamilton   | Mercedes              | 1 h 24 min 28,471 s | 1.   | 25     |
| 2.   | 33  | Max Verstappen   | Red Bull-Honda        | + 25,743 s          | 7.   | 19     |
| 3.   | 14  | Fernando Alonso  | Alpine-Renault        | + 59,457 s          | 3.   | 15     |
| 4.   | 11  | Sergio Pérez     | Red Bull-Honda        | + 1 min 2,306 s     | 11.  | 12     |
| 5.   | 31  | Esteban Ocon     | Alpine-Renault        | + 1 min 20,570 s    | 9.   | 10     |
| 6.   | 18  | Lance Stroll     | Aston Martin-Mercedes | + 1 min 21,274 s    | 12.  | 8      |
| 7.   | 55  | Carlos Sainz     | Ferrari               | + 1 min 21,911 s    | 5.   | 6      |
| 8.   | 16  | Charles Leclerc  | Ferrari               | + 1 min 23,126 s    | 13.  | 4      |
| 9.   | 4   | Lando Norris     | McLaren-Mercedes      | + 1 krug            | 4.   | 2      |
| 10.  | 5   | Sebastian Vettel | Aston Martin-Mercedes | + 1 krug            | 10.  | 1      |

| Najbrži krug | Max Verstappen - 1 min 23,196 s |

| Poz. | Br. | Vozač                | Konstruktor | Vrijeme | Grid | Bodovi |
| ---- | --- | -------------------- | ----------- | ------- | ---- | ------ |
| 1.   |     | Nepoznata kratica »« |             |         |      | 25     |
| 2.   |     | Nepoznata kratica »« |             |         |      | 18     |
| 3.   |     | Nepoznata kratica »« |             |         |      | 15     |
| 4.   |     | Nepoznata kratica »« |             |         |      | 12     |
| 5.   |     | Nepoznata kratica »« |             |         |      | 10     |
| 6.   |     | Nepoznata kratica »« |             |         |      | 8      |
| 7.   |     | Nepoznata kratica »« |             |         |      | 6      |
| 8.   |     | Nepoznata kratica »« |             |         |      | 4      |
| 9.   |     | Nepoznata kratica »« |             |         |      | 2      |
| 10.  |     | Nepoznata kratica »« |             |         |      | 1      |

| Najbrži krug | Nepoznata kratica »« |

| Poz. | Br. | Vozač                | Konstruktor | Vrijeme | Grid | Bodovi |
| ---- | --- | -------------------- | ----------- | ------- | ---- | ------ |
| 1.   |     | Nepoznata kratica »« |             |         |      | 25     |
| 2.   |     | Nepoznata kratica »« |             |         |      | 18     |
| 3.   |     | Nepoznata kratica »« |             |         |      | 15     |
| 4.   |     | Nepoznata kratica »« |             |         |      | 12     |
| 5.   |     | Nepoznata kratica »« |             |         |      | 10     |
| 6.   |     | Nepoznata kratica »« |             |         |      | 8      |
| 7.   |     | Nepoznata kratica »« |             |         |      | 6      |
| 8.   |     | Nepoznata kratica »« |             |         |      | 4      |
| 9.   |     | Nepoznata kratica »« |             |         |      | 2      |
| 10.  |     | Nepoznata kratica »« |             |         |      | 1      |

| Najbrži krug | Nepoznata kratica »« |

## Sistem bodovanja
Sistem bodovanja u Formuli 1
| Plasman | 1. | 2. | 3. | 4. | 5. | 6. | 7. | 8. | 9. | 10. | Najbrži krug* |
| Bodovi  | 25 | 18 | 15 | 12 | 10 | 8  | 6  | 4  | 2  | 1   | 1             |

- 1 bod osvaja vozač koji ostvari najbrži krug u utrci, ali samo ako se nalazi unutar prve desetorice, odnosno osvajača bodova.

| Boja | Značenje                                    |
| ---- | ------------------------------------------- |
| 11.  | Vozač je završio utrku izvan bodova.        |
| 12.* | Vozač je odustao, ali je odvozio 90% utrke. |
| Odu. | Vozač nije završio utrku. (Odustao)         |
| Ns.  | Vozač nije startao utrku.                   |

## Poredak

### Vozači
| Mjesto | Vozač              | Bodovi | BHR  | EMI  | POR  | ŠPA  | MNK  | AZE  | FRA | ŠTA  | AUT  | VBR  | MAĐ  | BEL | NIZ  | ITA  | RUS  | TUR | SAD  | CMX  | SAP  | KAT  |
| ------ | ------------------ | ------ | ---- | ---- | ---- | ---- | ---- | ---- | --- | ---- | ---- | ---- | ---- | --- | ---- | ---- | ---- | --- | ---- | ---- | ---- | ---- |
| 1.     | Max Verstappen     | 351,5  | 2.   | 1.   | 2.   | 2.   | 1.   | 18.* | 1.  | 1.   | 1.   | Odu. | 9.   | 1.  | 1.   | Odu. | 2.   | 2.  | 1.   | 1.   | 2.   | 2.   |
| 2.     | Lewis Hamilton     | 343,5  | 1.   | 2.   | 1.   | 1.   | 7.   | 15.  | 2.  | 2.   | 4.   | 1.   | 2.   | 3.  | 2.   | Odu. | 1.   | 5.  | 2.   | 2.   | 1.   | 1.   |
| 3.     | Valtteri Bottas    | 203    | 3.   | Odu. | 3.   | 3.   | Odu. | 12.  | 4.  | 3.   | 2.   | 3.   | Odu. | 12. | 3.   | 3.   | 5.   | 1.  | 6.   | 15.  | 3.   | Odu. |
| 4.     | Sergio Pérez       | 190    | 5.   | 11.  | 4.   | 5.   | 4.   | 1.   | 3.  | 4.   | 6.   | 16.  | Odu. | 19. | 8.   | 5.   | 9.   | 3.  | 3.   | 3.   | 4.   | 4.   |
| 5.     | Lando Norris       | 153    | 4.   | 3.   | 5.   | 8.   | 3.   | 5.   | 5.  | 5.   | 3.   | 4.   | Odu. | 14. | 10.  | 2.   | 7.   | 7.  | 8.   | 10.  | 10.  | 9.   |
| 6.     | Charles Leclerc    | 152    | 6.   | 4.   | 6.   | 4.   | Ns.  | 4.   | 16. | 7.   | 8.   | 2.   | Odu. | 8.  | 5.   | 4.   | 15.  | 4.  | 4.   | 5.   | 5.   | 8.   |
| 7.     | Carlos Sainz       | 145,5  | 8.   | 5.   | 11.  | 7.   | 2.   | 8.   | 11. | 6.   | 5.   | 6.   | 3.   | 10. | 7.   | 6.   | 3.   | 8.  | 7.   | 6.   | 6.   | 7.   |
| 8.     | Daniel Ricciardo   | 105    | 7.   | 6.   | 9.   | 6.   | 12.  | 9.   | 6.  | 13.  | 7.   | 5.   | 11.  | 4.  | 11.  | 1.   | 4.   | 13. | 5.   | 12.  | Odu. | 12.  |
| 9.     | Pierre Gasly       | 92     | 17.* | 7.   | 10.  | 10.  | 6.   | 3.   | 7.  | Odu. | 9.   | 11.  | 5.   | 6.  | 4.   | Odu. | 13.  | 6.  | Odu. | 4.   | 7.   | 11.  |
| 10.    | Fernando Alonso    | 77     | Odu. | 10.  | 8.   | 17.  | 13.  | 6.   | 8.  | 8.   | 10.  | 7.   | 4.   | 11. | 6.   | 8.   | 6.   | 16. | Odu. | 9.   | 9.   | 3.   |
| 11.    | Esteban Ocon       | 60     | 13.  | 9.   | 7.   | 9.   | 9.   | Odu. | 14. | 14.  | Odu. | 9.   | 1.   | 7.  | 9.   | 10.  | 14.  | 10. | Odu. | 13.  | 8.   | 5.   |
| 12.    | Sebastian Vettel   | 43     | 15.  | 15.* | 13.  | 13.  | 5.   | 2.   | 9.  | 12.  | 17.* | Odu. | Dkv. | 5.  | 13.  | 12.  | 12.  | 18. | 10.  | 7.   | 11.  | 10.  |
| 13.    | Lance Stroll       | 34     | 10.  | 8.   | 14.  | 11.  | 8.   | Odu. | 10. | 8.   | 13.  | 8.   | Odu. | 20. | 12.  | 7.   | 11.  | 9.  | 12.  | 14.  | Odu. | 6.   |
| 14.    | Yuki Tsunoda       | 20     | 9.   | 12.  | 15.  | Odu. | 17.  | 7.   | 13. | 10.  | 12.  | 10.  | 6.   | 15. | Odu. | Ns.  | 17.  | 14. | 9.   | Odu. | 15.  | 13.  |
| 15.    | George Russell     | 16     | 14.  | Odu. | 16.  | 14.  | 14.  | 17.* | 12. | Odu. | 11.  | 12.  | 8.   | 2.  | 17.* | 9.   | 10.  | 15. | 14.  | 16.  | 13.  | 17.  |
| 16.    | Kimi Räikkönen     | 10     | 11.  | 13.  | Odu. | 12.  | 11.  | 10.  | 17. | 11.  | 15.  | 15.  | 10.  | 18. |      |      | 8.   | 12. | 13.  | 8.   | 12.  | 14.  |
| 17.    | Nicholas Latifi    | 7      | 18.* | Odu. | 18.  | 16.  | 15.  | 16.  | 18. | 17.  | 16.  | 14.  | 7.   | 9.  | 16.  | 11.  | 19.* | 17. | 15.  | 17.  | 16.  | Odu. |
| 18.    | Antonio Giovinazzi | 1      | 12.  | 14.  | 12.  | 15.  | 10.  | 11.  | 15. | 15.  | 14.  | 13.  | 13.  | 13. | 14.  | 13.  | 16.  | 11. | 11.  | 11.  | 14.  | 15.  |
| 19.    | Mick Schumacher    | 0      | 16.  | 16.  | 17.  | 18.  | 18.  | 13.  | 19. | 16.  | 18.  | 18.  | 12.  | 16. | 18.  | 15.  | Odu. | 19. | 16.  | Odu. | 18.  | 16.  |
| 20.    | Robert Kubica      | 0      |      |      |      |      |      |      |     |      |      |      |      |     | 15.  | 14.  |      |     |      |      |      |      |
| 21.    | Nikita Mazepin     | 0      | Odu. | 17.  | 19.  | 19.  | 17.  | 14.  | 20. | 18.  | 19.  | 17.  | Odu. | 17. | Odu. | Odu. | 18.  | 20. | 17.  | 18.  | 17.  | 18.  |
| Mjesto | Vozač              | Bodovi | BHR  | EMI  | POR  | ŠPA  | MNK  | AZE  | FRA | ŠTA  | AUT  | VBR  | MAĐ  | BEL | NIZ  | ITA  | RUS  | TUR | SAD  | CMX  | SAP  | KAT  |

### Konstruktori
| Mjesto | Konstruktor           | Bodovi | BHR  | EMI  | POR  | ŠPA  | MNK  | AZE  | FRA | ŠTA  | AUT  | VBR  | MAĐ  | BEL | NIZ  | ITA  | RUS  | TUR | SAD  | CMX  | SAP  | KAT  |
| ------ | --------------------- | ------ | ---- | ---- | ---- | ---- | ---- | ---- | --- | ---- | ---- | ---- | ---- | --- | ---- | ---- | ---- | --- | ---- | ---- | ---- | ---- |
| 1.     | Mercedes              | 546,5  | 1.   | 2.   | 1.   | 1.   | 7.   | 12.  | 2.  | 2.   | 2.   | 1.   | 2.   | 3.  | 2.   | 3.   | 1.   | 1.  | 2.   | 2.   | 1.   | 1.   |
| 1.     | Mercedes              | 546,5  | 3.   | Odu. | 3.   | 3.   | Odu. | 15.  | 4.  | 3.   | 4.   | 3.   | Odu. | 12. | 3.   | Odu. | 5.   | 5.  | 6.   | 15.  | 3.   | Odu. |
| 2.     | Red Bull-Honda        | 541,5  | 2.   | 1.   | 2.   | 2.   | 1.   | 1.   | 1.  | 1.   | 1.   | 16.  | 9.   | 1.  | 1.   | 5.   | 2.   | 2.  | 1.   | 1.   | 2.   | 2.   |
| 2.     | Red Bull-Honda        | 541,5  | 5.   | 11.  | 4.   | 5.   | 4.   | 18.* | 3.  | 4.   | 6.   | Odu. | Odu. | 19. | 8.   | Odu. | 9.   | 3.  | 3.   | 3.   | 4.   | 4.   |
| 3.     | Ferrari               | 297,5  | 5.   | 4.   | 6.   | 4.   | 2.   | 4.   | 11. | 6.   | 5.   | 2.   | 3.   | 8.  | 5.   | 4.   | 3.   | 4.  | 4.   | 5.   | 5.   | 7.   |
| 3.     | Ferrari               | 297,5  | 8.   | 5.   | 11.  | 7.   | Ns.  | 8.   | 16. | 7.   | 8.   | 6.   | Odu. | 10. | 7.   | 6.   | 15.  | 8.  | 7.   | 6.   | 6.   | 8.   |
| 4.     | McLaren-Mercedes      | 258    | 4.   | 3.   | 5.   | 6.   | 3.   | 5.   | 5.  | 5.   | 3.   | 4.   | 11.  | 4.  | 10.  | 1.   | 4.   | 7.  | 5.   | 10.  | 10.  | 9.   |
| 4.     | McLaren-Mercedes      | 258    | 7.   | 6.   | 9.   | 8.   | 12.  | 9.   | 6.  | 13.  | 7.   | 5.   | Odu. | 14. | 11.  | 2.   | 7.   | 13. | 8.   | 12.  | Odu. | 12.  |
| 5.     | Alpine-Renault        | 137    | 13.  | 9.   | 7.   | 9.   | 9.   | 6.   | 8.  | 9.   | 10.  | 7.   | 1.   | 7.  | 6.   | 8.   | 6.   | 10. | Odu. | 9.   | 8.   | 3.   |
| 5.     | Alpine-Renault        | 137    | Odu. | 10.  | 8.   | 17.  | 13.  | Odu. | 14. | 14.  | Odu. | 9.   | 4.   | 11. | 9.   | 10.  | 14.  | 16. | Odu. | 13.  | 9.   | 5.   |
| 6.     | AlphaTauri-Honda      | 112    | 9.   | 7.   | 9.   | 10.  | 6.   | 3.   | 7.  | 10.  | 9.   | 10.  | 5.   | 6.  | 4.   | Odu. | 13.  | 6.  | 9.   | 4.   | 7.   | 11.  |
| 6.     | AlphaTauri-Honda      | 112    | 17.* | 12.  | 15.  | Odu. | 16.  | 7.   | 13. | Odu. | 12.  | 11.  | 6.   | 15. | Odu. | Ns.  | 17.  | 14. | Odu. | Odu. | 15.  | 13.  |
| 7.     | Aston Martin-Mercedes | 77     | 10.  | 8.   | 13.  | 11.  | 5.   | 2.   | 9.  | 8.   | 13.  | 8.   | Odu. | 5.  | 12.  | 7.   | 11.  | 9.  | 10.  | 7.   | 11.  | 6.   |
| 7.     | Aston Martin-Mercedes | 77     | 15.  | 15.* | 14.  | 13.  | 8.   | Odu. | 10. | 12.  | 17.* | Odu. | Dkv. | 20. | 13.  | 12.  | 12.  | 18. | 12.  | 14.  | Odu. | 10.  |
| 8.     | Williams-Mercedes     | 23     | 14.  | Odu. | 16.  | 14.  | 14.  | 16.  | 12. | 17.  | 11.  | 12.  | 7.   | 2.  | 16.  | 9.   | 10.  | 15. | 14.  | 16.  | 13.  | 17.  |
| 8.     | Williams-Mercedes     | 23     | 18.* | Odu. | 18.  | 16.  | 15.  | 17.  | 18. | Odu. | 16.  | 14.  | 8.   | 9.  | 17.* | 11.  | 19.* | 17. | 15.  | 17.  | 16.  | Odu. |
| 9.     | Alfa Romeo-Ferrari    | 11     | 11.  | 13.  | 12.  | 12.  | 10.  | 10.  | 15. | 11.  | 14.  | 13.  | 10.  | 13. | 14.  | 13.  | 8.   | 11. | 11.  | 8.   | 12.  | 14.  |
| 9.     | Alfa Romeo-Ferrari    | 11     | 12.  | 14.  | Odu. | 15.  | 11.  | 11.  | 17. | 15.  | 15.  | 15.  | 13.  | 18. | 15.  | 14.  | 16.  | 12. | 13.  | 11.  | 14.  | 15.  |
| 10.    | Haas-Ferrari          | 0      | 16.  | 16.  | 17.  | 18.  | 17.  | 13.  | 19. | 16.  | 18.  | 17.  | 12.  | 16. | 18.  | 15.  | 18.  | 19. | 16.  | 18.  | 17.  | 16.  |
| 10.    | Haas-Ferrari          | 0      | Odu. | 17.  | 19.  | 19.  | 18.  | 14.  | 20. | 18.  | 19.  | 18.  | Odu. | 17. | Odu. | Odu. | Odu. | 20. | 17.  | Odu. | 18.  | 18.  |
| Mjesto | Konstruktor           | Bodovi | BHR  | EMI  | POR  | ŠPA  | MNK  | AZE  | FRA | ŠTA  | AUT  | VBR  | MAĐ  | BEL | NIZ  | ITA  | RUS  | TUR | SAD  | CMX  | SAP  | KAT  |

## Kvalifikacije
| Poz. | BHR        | EMI        | POR        | ŠPA        | MNK        | AZE        | FRA        | ŠTA        | AUT        | Poz. |
| ---- | ---------- | ---------- | ---------- | ---------- | ---------- | ---------- | ---------- | ---------- | ---------- | ---- |
| 1.   | Verstappen | Hamilton   | Bottas     | Hamilton   | Leclerc    | Leclerc    | Verstappen | Verstappen | Verstappen | 1.   |
| 2.   | Hamilton   | Pérez      | Hamilton   | Verstappen | Verstappen | Hamilton   | Hamilton   | Bottas     | Norris     | 2.   |
| 3.   | Bottas     | Verstappen | Verstappen | Bottas     | Bottas     | Verstappen | Bottas     | Hamilton   | Pérez      | 3.   |
| 4.   | Leclerc    | Leclerc    | Pérez      | Leclerc    | Sainz      | Gasly      | Pérez      | Norris     | Hamilton   | 4.   |
| 5.   | Gasly      | Gasly      | Sainz      | Ocon       | Norris     | Sainz      | Sainz      | Pérez      | Bottas     | 5.   |
| 6.   | Ricciardo  | Ricciardo  | Ocon       | Sainz      | Gasly      | Norris     | Gasly      | Gasly      | Gasly      | 6.   |
| 7.   | Norris     | Norris     | Norris     | Ricciardo  | Hamilton   | Pérez      | Leclerc    | Leclerc    | Tsunoda    | 7.   |
| 8.   | Sainz      | Bottas     | Leclerc    | Pérez      | Vettel     | Tsunoda    | Norris     | Tsunoda    | Vettel     | 8.   |
| 9.   | Alonso     | Ocon       | Gasly      | Norris     | Pérez      | Alonso     | Alonso     | Alonso     | Russell    | 9.   |
| 10.  | Stroll     | Stroll     | Vettel     | Alonso     | Giovinazzi | Bottas     | Ricciardo  | Stroll     | Stroll     | 10.  |
| 11.  | Pérez      | Sainz      | Russell    | Stroll     | Ocon       | Vettel     | Ocon       | Russell    | Sainz      | 11.  |
| 12.  | Giovinazzi | Russell    | Giovinazzi | Gasly      | Ricciardo  | Ocon       | Vettel     | Sainz      | Leclerc    | 12.  |
| 13.  | Tsunoda    | Vettel     | Alonso     | Vettel     | Stroll     | Ricciardo  | Giovinazzi | Ricciardo  | Ricciardo  | 13.  |
| 14.  | Räikkönen  | Latifi     | Tsunoda    | Giovinazzi | Räikkönen  | Räikkönen  | Russell    | Vettel     | Alonso     | 14.  |
| 15.  | Russell    | Alonso     | Räikkönen  | Russell    | Russell    | Russell    | Schumacher | Giovinazzi | Giovinazzi | 15.  |
| 16.  | Ocon       | Räikkönen  | Ricciardo  | Tsunoda    | Tsunoda    | Latifi     | Latifi     | Latifi     | Räikkönen  | 16.  |
| 17.  | Latifi     | Giovinazzi | Stroll     | Räikkönen  | Alonso     | Schumacher | Räikkönen  | Ocon       | Ocon       | 17.  |
| 18.  | Vettel     | Schumacher | Latifi     | Schumacher | Latifi     | Mazepin    | Mazepin    | Räikkönen  | Latifi     | 18.  |
| 19.  | Schumacher | Mazepin    | Schumacher | Latifi     | Mazepin    | Giovinazzi | Stroll     | Schumacher | Schumacher | 19.  |
| 20.  | Mazepin    | Tsunoda    | Mazepin    | Mazepin    | Schumacher | Stroll     | Tsunoda    | Mazepin    | Mazepin    | 20.  |

- VN Bahreina - Sebastian Vettel je dobio 5 mjesta kazne, zbog nepoštivanja žutih zastava tijekom prve kvalifikacijske runde. Sergio Pérez je startao iz boksa, nakon što mu se bolid prethodno ugasio tijekom formacijskog kruga.
- VN Emilia Romagne - Sebastian Vettel je startao iz boksa, zbog problema s kočnicama tijekom formacijskog kruga.
- VN Monaka - Charles Leclerc nije startao utrku.

## Statistike

### Vozači
| Vozač            | Postolja  | Postolja  | Postolja  | Prvo startno mjesto | Najbrži krug | Krugovi u vodstvu |
| Vozač            | 1. mjesto | 2. mjesto | 3. mjesto | Prvo startno mjesto | Najbrži krug | Krugovi u vodstvu |
| ---------------- | --------- | --------- | --------- | ------------------- | ------------ | ----------------- |
| Max Verstappen   | 9         | 7         | -         | 9                   | 5            | 620               |
| Lewis Hamilton   | 7         | 7         | 1         | 4                   | 5            | 228               |
| Valtteri Bottas  | 1         | 1         | 8         | 4                   | 4            | 79                |
| Sergio Pérez     | 1         | -         | 4         | -                   | 2            | 40                |
| Daniel Ricciardo | 1         | -         | -         | -                   | 1            | 48                |
| Esteban Ocon     | 1         | -         | -         | -                   | -            | 65                |
| Lando Norris     | -         | 1         | 3         | 1                   | 1            | 31                |
| Carlos Sainz     | -         | 1         | 2         | -                   | -            | 12                |
| Charles Leclerc  | -         | 1         | -         | 2*                  | -            | 59                |
| Sebastian Vettel | -         | 1         | -         | -                   | -            | 4                 |
| George Russell   | -         | 1         | -         | -                   | -            | -                 |
| Pierre Gasly     | -         | -         | 1         | -                   | 1            | -                 |
| Fernando Alonso  | -         | -         | 1         | -                   | -            | 2                 |

### Konstruktori
| Konstruktor           | Postolja  | Postolja  | Postolja  | Prvo startno mjesto | Najbrži krug | Krugovi u vodstvu |
| Konstruktor           | 1. mjesto | 2. mjesto | 3. mjesto | Prvo startno mjesto | Najbrži krug | Krugovi u vodstvu |
| --------------------- | --------- | --------- | --------- | ------------------- | ------------ | ----------------- |
| Red Bull-Honda        | 10        | 7         | 4         | 9                   | 7            | 660               |
| Mercedes              | 8         | 7         | 9         | 8                   | 9            | 307               |
| McLaren-Mercedes      | 1         | 1         | 3         | 1                   | 2            | 79                |
| Alpine-Renault        | 1         | -         | 1         | -                   | -            | 67                |
| Ferrari               | -         | 2         | 2         | 2*                  | -            | 72                |
| Aston Martin-Mercedes | -         | 1         | -         | -                   | -            | 4                 |
| Williams-Mercedes     | -         | 1         | -         | -                   | -            | -                 |
| AlphaTauri-Honda      | -         | -         | 1         | -                   | -            | -                 |

- − Charles Leclerc u Ferrariju je osvojio prvo startno mjesto u kvalifikacijama za Veliku nagradu Monaka, ali nije startao utrku. Iako je drugoplasirani u kvalifikacijama Max Verstappen u Red Bull-Hondi bio prvi vozač na gridu na startu utrke, statistika vodi Leclerca i Ferrari kao osvajače pole positiona na toj utrci.

### Vodeći vozač i konstruktor u prvenstvu
U rubrici bodovi, prikazana je bodovna prednost vodećeg vozača / konstruktora ispred drugoplasiranog, dok je žutom bojom označena utrka na kojoj je vozač / konstruktor osvojio naslov prvaka.
| Utrka                | Vozač          | Bodovi |
| -------------------- | -------------- | ------ |
| VN Bahreina          | Lewis Hamilton | 7      |
| VN Emilia Romagne    | Lewis Hamilton | 1      |
| VN Portugala         | Lewis Hamilton | 8      |
| VN Španjolske        | Lewis Hamilton | 14     |
| VN Monaka            | Max Verstappen | 4      |
| VN Azerbajdžana      | Max Verstappen | 4      |
| VN Francuske         | Max Verstappen | 12     |
| VN Štajerske         | Max Verstappen | 18     |
| VN Austrije          | Max Verstappen | 32     |
| VN Velike Britanije  | Max Verstappen | 8      |
| VN Mađarske          | Lewis Hamilton | 8      |
| VN Belgije           | Lewis Hamilton | 3      |
| VN Nizozemske        | Max Verstappen | 3      |
| VN Italije           | Max Verstappen | 5      |
| VN Rusije            | Lewis Hamilton | 2      |
| VN Turske            | Max Verstappen | 6      |
| VN SAD               | Max Verstappen | 12     |
| VN Ciudad de Méxica  | Max Verstappen | 19     |
| VN São Paula         | Max Verstappen | 14     |
| VN Katara            | Max Verstappen | 8      |
| VN Saudijske Arabije | Max Verstappen | 0      |
| VN Abu Dhabija       | Max Verstappen | 8      |

| Utrka                | Konstruktor    | Bodovi |
| -------------------- | -------------- | ------ |
| VN Bahreina          | Mercedes       | 13     |
| VN Emilia Romagne    | Mercedes       | 7      |
| VN Portugala         | Mercedes       | 18     |
| VN Španjolske        | Mercedes       | 29     |
| VN Monaka            | Red Bull-Honda | 1      |
| VN Azerbajdžana      | Red Bull-Honda | 26     |
| VN Francuske         | Red Bull-Honda | 37     |
| VN Štajerske         | Red Bull-Honda | 40     |
| VN Austrije          | Red Bull-Honda | 44     |
| VN Velike Britanije  | Red Bull-Honda | 4      |
| VN Mađarske          | Mercedes       | 12     |
| VN Belgije           | Mercedes       | 7      |
| VN Nizozemske        | Mercedes       | 12     |
| VN Italije           | Mercedes       | 18     |
| VN Rusije            | Mercedes       | 33     |
| VN Turske            | Mercedes       | 36     |
| VN SAD               | Mercedes       | 23     |
| VN Ciudad de Méxica  | Mercedes       | 1      |
| VN São Paula         | Mercedes       | 11     |
| VN Katara            | Mercedes       | 5      |
| VN Saudijske Arabije | Mercedes       | 28     |
| VN Abu Dhabija       | Mercedes       | 28     |

## Vanjske poveznice
- Formula 1.com - Official website
- 2021 Formula 1 World Championship - Stats F1